# ハリスコ州

ハリスコ州
Estado de Jalisco

ハリスコ州（ハリスコしゅう、スペイン語: Estado de Jalisco） 正式にはハリスコ自由主権州(スペイン語:Estado Libre y Soberano de Jalisco [esˈtaðo ˈliβɾej soβeˈɾano ðe xaˈlisko] ) は、メキシコの中部にある州。ミチョアカン州の北西、ナヤリット州の南東に位置する。 ハリスコ州は125の自治体に分かれており、州都および最大の都市はグアダラハラ。

## 概要
州都はグアダラハラ。先古典期前期末のエル・オペーニョ文化から続く竪坑墓文化が繁栄し、アメカ、エツァトラン、トシュカクエスコなどの墓からは独特な様式の土偶が発見されている。2010年国勢調査で州の人口は7,350,355人。
蒸留酒テキーラが特産品として有名で、その名の由来となっている名産地テキーラ市を含む4市にまたがる施設群やリュウゼツラン（テキーラの原料）の栽培地が、「テキーラの古い産業施設群とリュウゼツランの景観」の名で、ユネスコの世界遺産に登録されている。
ハリスコはまた、マリアッチ音楽の発祥地とも言われる。主な都市に、州都グアダラハラとその郊外にあるトラケパケ、サポパン、太平洋岸のリゾート都市プエルト・バヤルタやコスタレグレ、文化財の多いラゴス・デ・モレノなどがある。

## 由来
名前は「砂の上」を意味するナワトル語のザリスコに由来している。1836年頃までは、名前の綴りは「Xalisco」で、「x」はナワトル語の「sh」音を示すために使用されていた。ただし、現代スペイン語ベースの発音は「j」で表される。ハリスコ州は[xaˈlisko]または[haˈlisko]と発音され、後者の発音はメキシコ南部、カリブ海、中央アメリカの大部分、南アメリカの一部の地域、スペインのカナリア諸島とアンダルシア西部の方言で主に使用されている。 [x]は無声声門摩擦音( [h] )となった。グアダラハラの紋章は、1989年以降、この2つを区別するために若干の変更が加えられ、州の紋章として採用および採用された。ハリスコ州の人々のニックネームである「タパティオ」は、ナワトル語のタパティオトル（コロンブス以前の時代の通貨単位の名前）に由来している。フランシスコ会のアロンソ・デ・モリーナは、それが特に「購入したものの価格」に言及していると書いた。

## 歴史

### ヒスパニック以前の時代
南に移動していた遊牧民は、約15,000年前にハリスコ州地域に到着したとされている。かつてはつながっていたザコアルコ湖とチャパラ湖周辺で、人間の居住を示す最古の証拠の一部が発見されている。この証拠には、人や動物の骨、骨と石で作られた道具が含まれている。 その他の人間の居住の痕跡には、コリエンテス岬、サン ガブリエル、ヘスス マリア、ラ ウエルタ、プエルト バヤルタ、ミクトラン、ヴィラ プリフィカシオン、カシミロ カスティージョ、サポトラン エル グランデ、ピワモで見つかった岩面彫刻や洞窟壁画などがある。
約7,000年前に同じ地域で農業が始まり、メキシコ西部に最初の定住地が誕生した。陶磁器は約3,500年前に実用と儀式の両方の目的で生産され始めた。ハリスコ州の最も古い陶器は、サモラ、ミチョアカン、カパチャ付近の地域にちなんで、コリマの地域にちなんでエル・オペーニョと呼ばれている。これらのスタイルの出現は、紀元前1000年までに確立された明確な定住文化による労働の特定の専門化を示している。最も初期に定住した文化はグアナファト州チュピクアロの遺跡に集中しており、ドゥランゴ州東部から現在のハリスコ州北部を横断する大きな影響範囲を持っている。これらの文化に関連する遺跡は、ボラーニョス、トトアテ、ボラーニョス川峡谷、トタティチェ、およびロスアルトス地域の他の場所で発見されている。キリスト教時代の初期に遡る文化は竪穴墓の使用によって区別され、主な例はアカトラン・デ・フアレス、エル・アレナル、カシミロ・カスティージョで見つかっている。このタイプの墓の使用はメキシコの他の場所では知られていない。

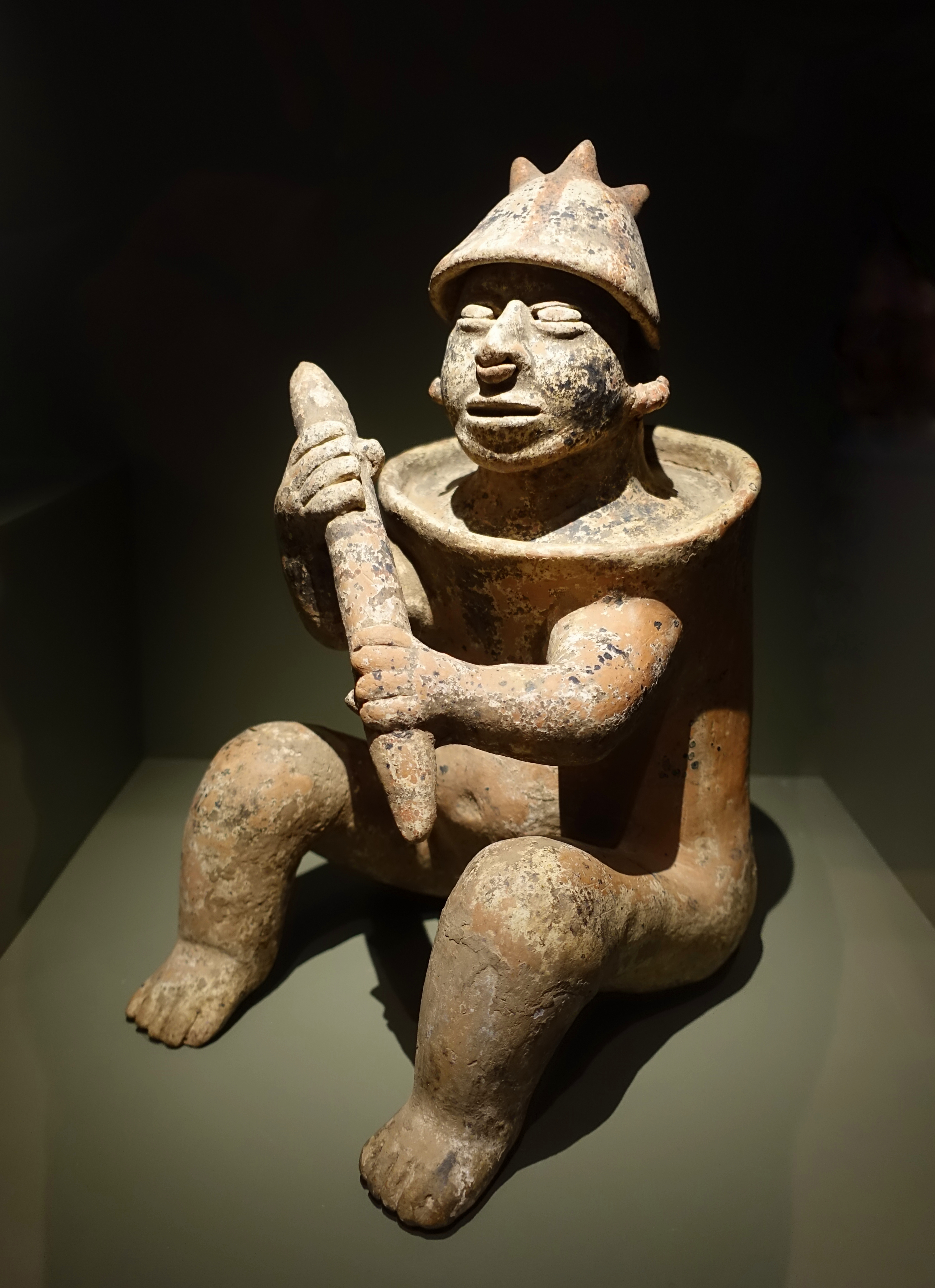
ハリスカの陶器の戦士(紀元前100年から西暦150年に製造された)

7世紀には、この地域ではトルテカ族とテオティワカン族の影響が顕著であり、618年にトルテカ族によってサリスコと呼ばれる自治領が設立された。 この自治領は、地元の弱いグループの軍事支配によって確立された。この地域の最近の考古学では、大都市、大規模な灌漑、そしてこの地域のさまざまな文化で使用されている一種の文字の証拠が明らかになっている。トルテカ族の影響は宗教の発展に強い影響を与え、神々はトラロック、ミクトランテクトリ、ケツァルコアトルなど後のアステカ文明で認識される神として形式化された。イクステペテを含む多くの都市がこの時期に建設され、ピラミッドの基礎、寺院、メソアメリカの球技場の建設など、メソアメリカ建築の多くの特徴が見られる。ただし、それらをサポートするのに必要な規模のコミュニティがほとんどなかったため、これらはまばらである。建築に使用される石は、コリマ州のタマズラやエル・チャナルで見つかったもののように、斜めにカットされ、レリーフが施されていることがよくある。10世紀のイシュテペテには、テオティワカンの影響を示すタルード/タベロ構造が発見されている。1112年までに、トルテカ族が支配していた部族が反乱を起こし、支配に終止符を打った。しかし、この地域は1129年に再び征服され、今度はチチメカ族によって征服された。この地域に古代文明が栄えた理由の1つは、黒曜石の大量の鉱床であり、テウチトラン文化の中心地だった。最も進んだヒスパニック以前の文化の証拠は、州の中央部と南部で見つかっている。最も重要な遺跡はサポパンのイシュテペテで、5世紀から10世紀に遡り、テオティワカンの影響が見られる。
1325年までにプレペチャ帝国は州の一部で優勢になったが、1510年にサリトレ戦争中にサポトラン、サユラ、サコアルコの先住民居住地がプレペチャ帝国を押し返した。

### 植民地時代

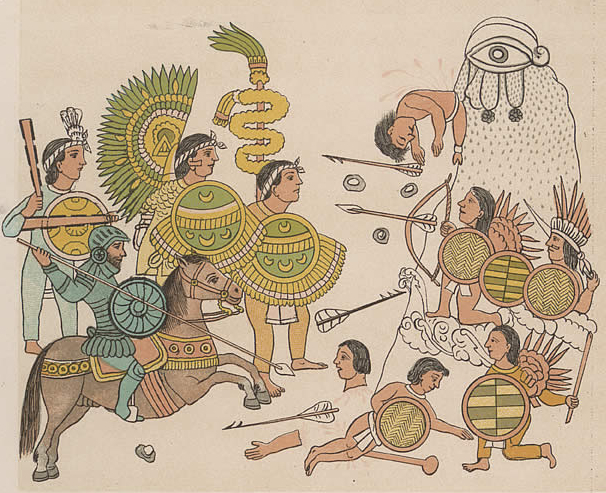
1522年のリエンソ・デ・トラスカラに描かれている、スペイン人のクリストバル・デ・オリドとそのトラスカラの同盟者によるハリスコ州の征服の描写。

ハリスコ州地域はその歴史を通じて、バパメス人、カクスカ人、コカス人、グアチレス人、ウイチョル人、クユテコス人、オトミス人、ナワ人、テクエクセス人、テペワ人、テコス人、プレペチャ人、ピノメス人、ツァルテカス人、シロトランツィンガス人など、さまざまな民族によって占拠されてきた歴史を持つ。一部の作家は、ピノス族、オトントラトリス族、アムルテカス族、コラス族、シキシム族、テクアレス族、テコキシン族、テクアルメス族などのグループについても言及している。スペイン人が到着したとき、主な民族はテオカルテチェとラゴス・デ・モレノス付近の北部地域に住んでいたカスカネス族と、ウエジュカルとコロトラン付近の北西部に住んでいたウイチョル族であった。他のグループには、ロスアルトス地域のグアチル族、西部のナワトル語を話すクユテコス族、現在のグアダラハラ付近のテクエクセス族とコカス族、東部のグアナファト州境近くのグアマレス族が含まれていた。
1521年にアステカ人を征服した直後、スペイン人は西へ進んだ。スペイン人らはミチョアカン州のプレペチャ族を圧倒し、首都ツィンツンツァンをさらに西へ移動するための拠点に変えた。太平洋への進出の理由の1つは、アジアとの貿易を開始するために船と輸送施設を建設することである。もう一つの魅力は、プレペチャ族がすでに銀や金とともに銅の加工を開発していたため、より多くの鉱物資源を見つけることであった。

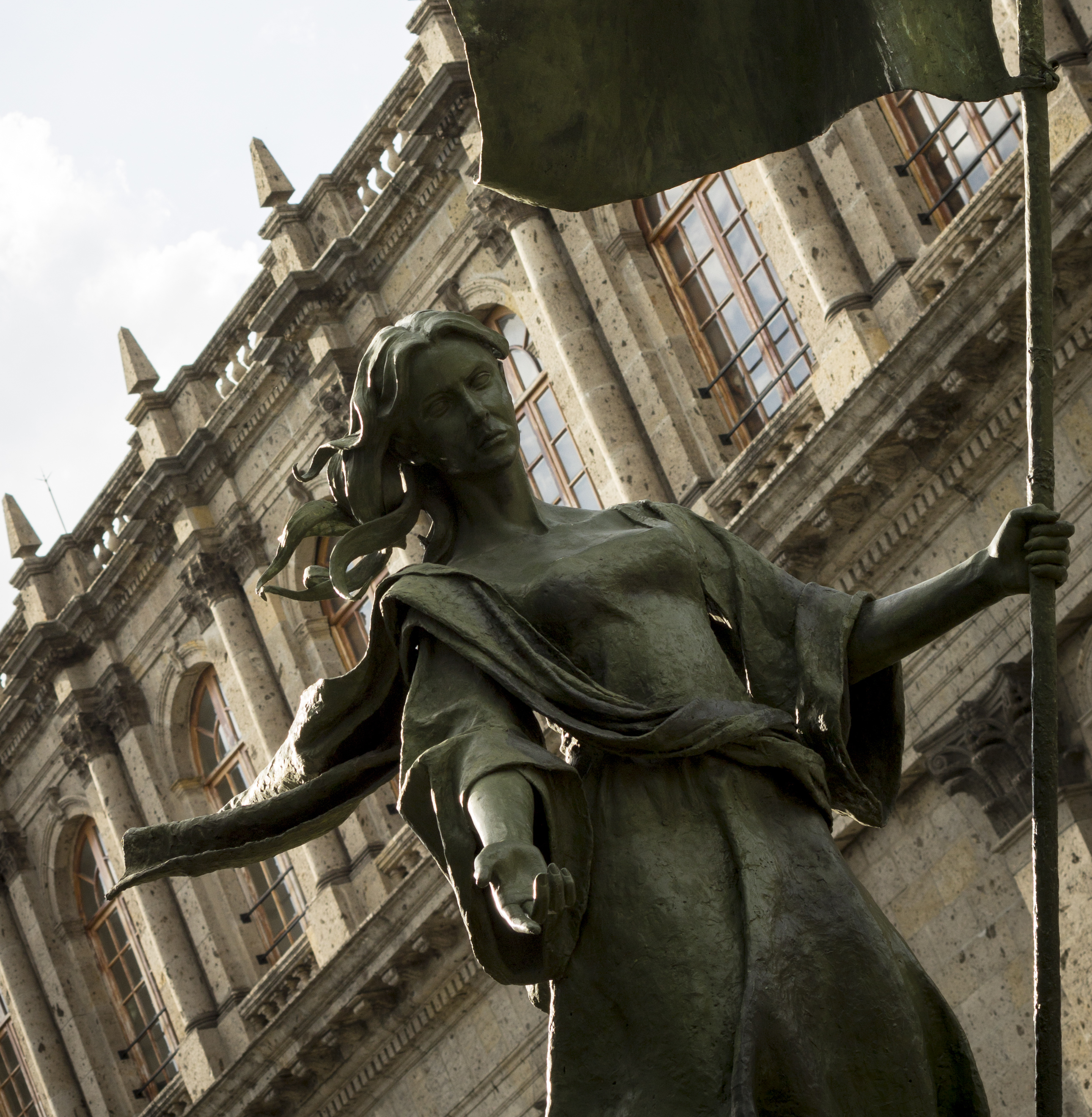
1542年にグアダラハラ市の設立に貢献したスペイン人入植者、ベアトリス エルナンデスの記念碑。

1522年にクリストバル・デ・オリドはエルナン・コルテスによってメキシコシティから北西のハリスコ州に派遣された。他の侵入は、1521年にアロンソ・デ・アバロスとフアン・アルバレス・チコ、 1522年にゴンサロ・デ・サンドバル、1524年にフランシスコ・コルテス・デ・サン・ブエナベントゥラによって行われた。 最初に探検された地域は現在ハリスコ州南部に属し、それが今のコリマ州である。 1529年にヌエバ・スペイン第一アウデンシアの議長ヌーニョ・デ・グスマンは、スペイン人300名とインドの同盟者6,000名の軍隊を率いてメキシコシティから西に来て、ミチョアカン、グアナファト州、ハリスコ州、シナロア州を通った。1531年末にグスマンは新たに征服した西部の地の首都としてヴィラ・デル・エスピリトゥ・サント・デ・ラ・マヨール・エスパーニャスを設立した。その後すぐに名前はサンティアゴ・ガリシア・デ・コンポステーラに変更された。1531年にグスマンは副官のフアン・デ・オニャテに、スペインのグスマンの故郷にちなんで名付けられたグアダラハラ別荘の建設を命じた。当初は現在のサカテカス州ノチストランに設立された。建設は1532年に始まったが、この小さな集落は1533年に放棄されるまでカスカネス族から度重なる攻撃を受けた。グアダラハラの町は、1542年に現在の場所に来るまでに合計4 回移転した。

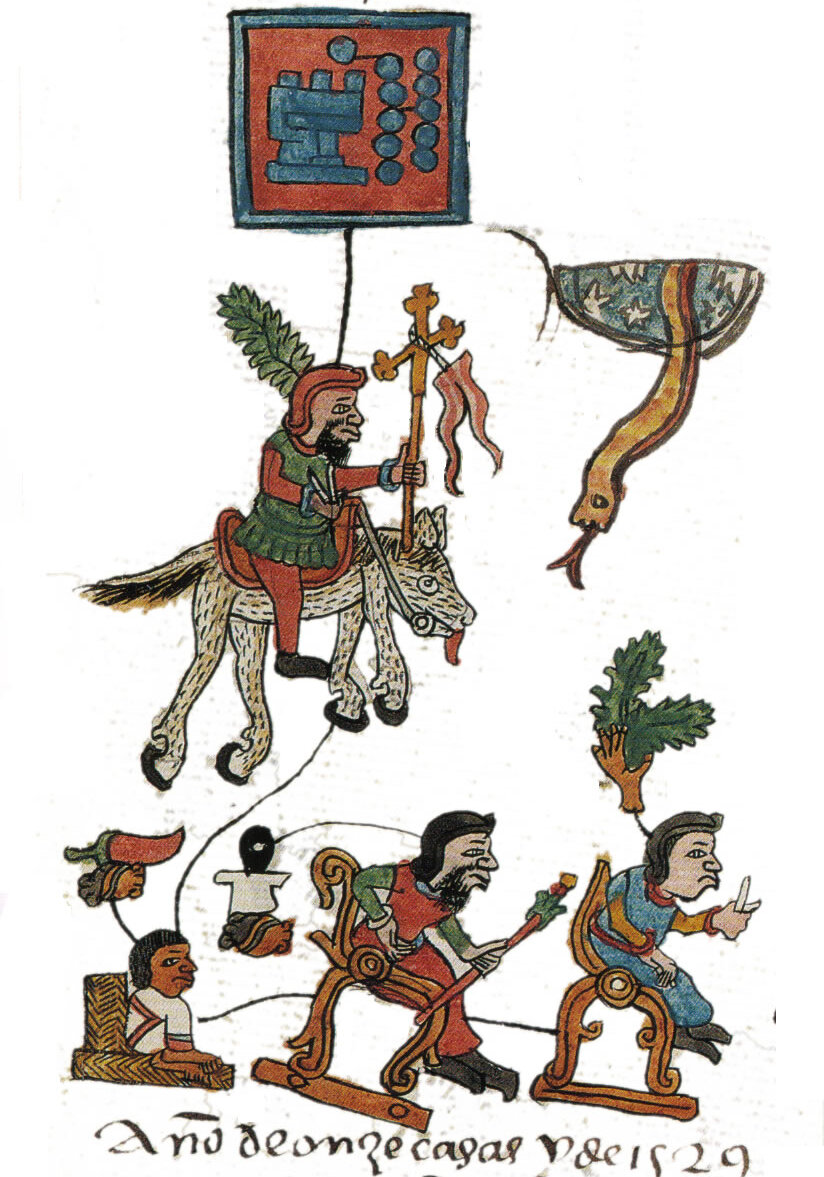
ヌーニョ・デ・グスマンは、ハリスコ州を含むメキシコ西部の大部分で先住民の王国の残忍な征服を主導し、その結果、無実の原住民に対する虐待と拷問の罪でフアン・デ・ズマラガによって逮捕された。

ハリスコ州の大部分はヌーニョ・デ・グスマンによって征服され、ヌーニョ・デ・グスマンは1530年にそこからサカテカスとアグアスカリエンテスに遠征隊を送った。最初のエンコミエンダはヌーニョ・デ・グスマンによって、後にアントニオ・デ・メンドーサによってヌエバ・ガリシアのスペイン征服者に与えられた。ヌーニョ・デ・グスマンはサン・ミゲル、キアメトラ、コンポステーラ、プリフィカシオン、グアダラハラの5つのスペイン人入植地を設立し、この地域の最初の行政機構を形成した。しかし、これらの入植地のほとんどは、アメリカに住む多くのスペイン人の壮大な計画をサポートするには小さすぎるため、入植者をほとんど呼び寄せることは出来なかった。初期植民地時代の終わりまでに、これらの集落はすべて消滅するか、他の場所に移転された。グスマンはこの地域の初代総督に任命され、フランシスコ会はテトランとアジジツに修道院を設立した。
グスマンは地元の先住民族に対して残忍な態度をとり、多くの人をカリブ海で奴隷制に送り、地域で大量虐殺を行った。これは最終的に 1536年に副王アントニオ・デ・メンドーサによって投獄されることになった。しかし、その後の先住民の敵意の責任はグスマンだけではなかった。グアダラハラやその他の地域のスペイン人は、1543年に先住民族を奴隷として受け入れを開始した。この地域のスペイン人たちは、メキシコシティに最初に到着した人々の成功に倣い、できるだけ早く自分自身を豊かにしようとしていた。これは先住民への虐待、蔓延する汚職、そしてスペイン人と先住民の間、そしてスペイン人同士の間の対立を引き起こすことになった。過労と病気により、1550年から1650年の間に原住民の人口が約90%減少した。
これにより、16世紀から1920年代まで続くハリスコ州地域の紛争と反乱の歴史が始まることとなった。初期の蜂起としては、1533年のクリアカン、1538年のコアシコリア、1541年のテクコイシン族とカシュカネス族の蜂起が挙げられる。先住民族の鎮圧は、取り込む大規模な支配地がなかったため、一般に困難であることが判明した。メキシコシティ地域で行われたように。植民地時代の初期には、スペイン人が自国の言語や文化を先住民に押しつけることができるかどうかは定かではなかった。これは植民地化の最初の影響はナワトル語の影響であった。メスティーソとメキシコ中央部の先住民族が、まばらなスペイン人よりも現地の人々に大きな影響を与えたからである。

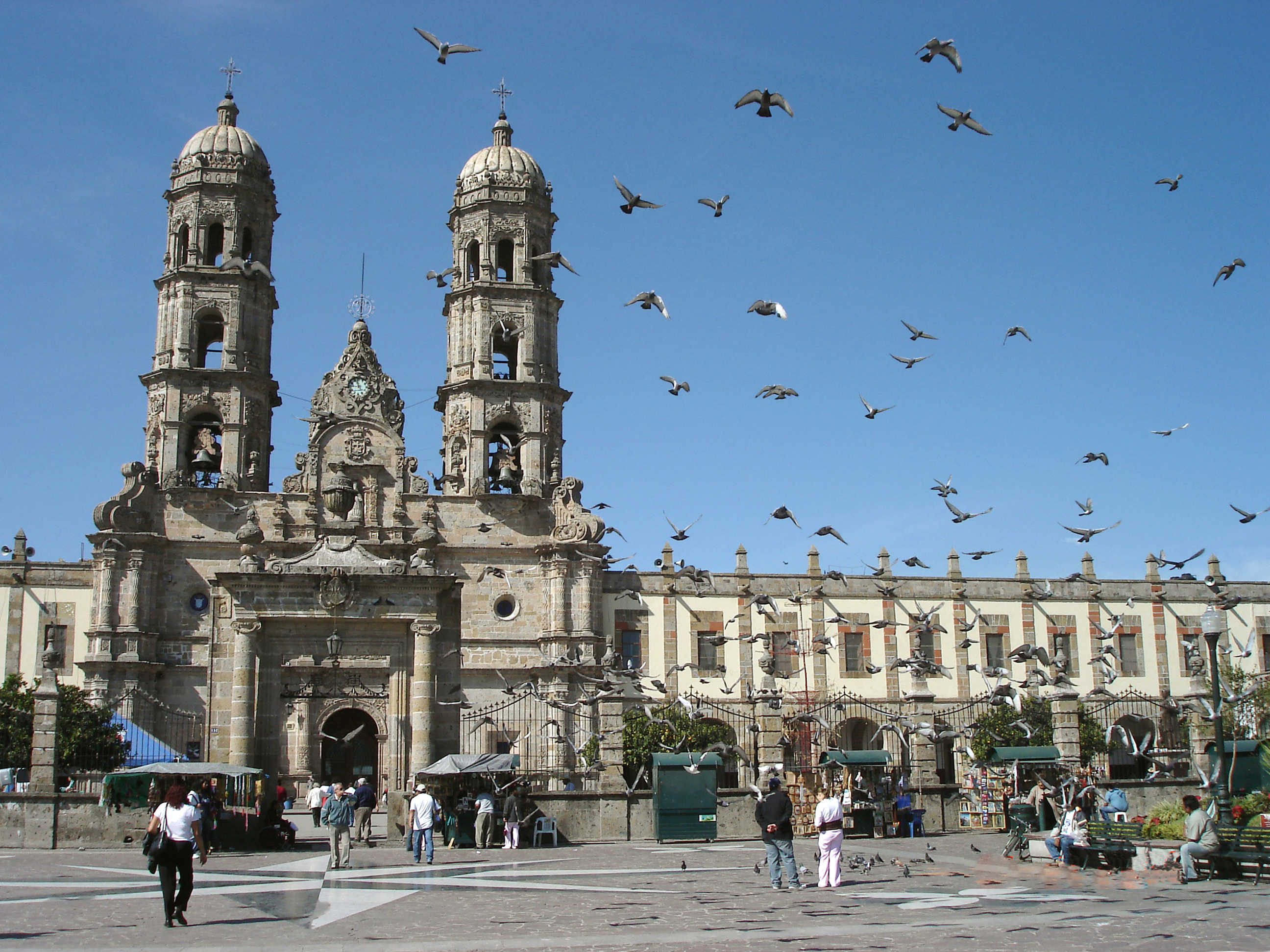
ハリスコ州の重要な巡礼地であるサポパンの聖母大聖堂は、1689年に建設が開始された。

初期の最も重要な反乱は1541年のミックストンの反乱である。ハリスコ州の先住民であるテナマクストリという指導者の下で団結し、グアダラハラを包囲した。この反乱によってオニャーテ率いるスペイン州政府はこの襲撃に耐えられず、ペドロ・デ・アルバラドがメキシコシティから現地に派遣されたが、この最初の試みは阻止された。戦闘中に馬がアルバラードに落ち、致命傷を負った。その後メンドーサ副王は騎兵300名、歩兵、砲兵300名、そしてトラスカラ族とアステカ族の同盟者2万人を率いて到着し、先住民抵抗勢力が占領した領土を奪還した。ミクストン戦争はカール5世にヌエバ・ガリシアのアウデンシアを創設するよう促し、その範囲はミチョアカン州から現在のハリスコ州、コリマ州、サカテカス州、ドゥランゴ州、シナロア州の一部にまで広がった。 スペイン新政府の4人のメンバーに助言を与えるためにインディアン評議会が設立された。この地域はヌエバ・ガリシアと呼ばれたが、これは国王が新しい土地にスペインと同様の領土を再現したいと考えていたためである。この植民地の所在地は1561年にグアダラハラに移され、1575年にメキシコシティから独立を果たした。

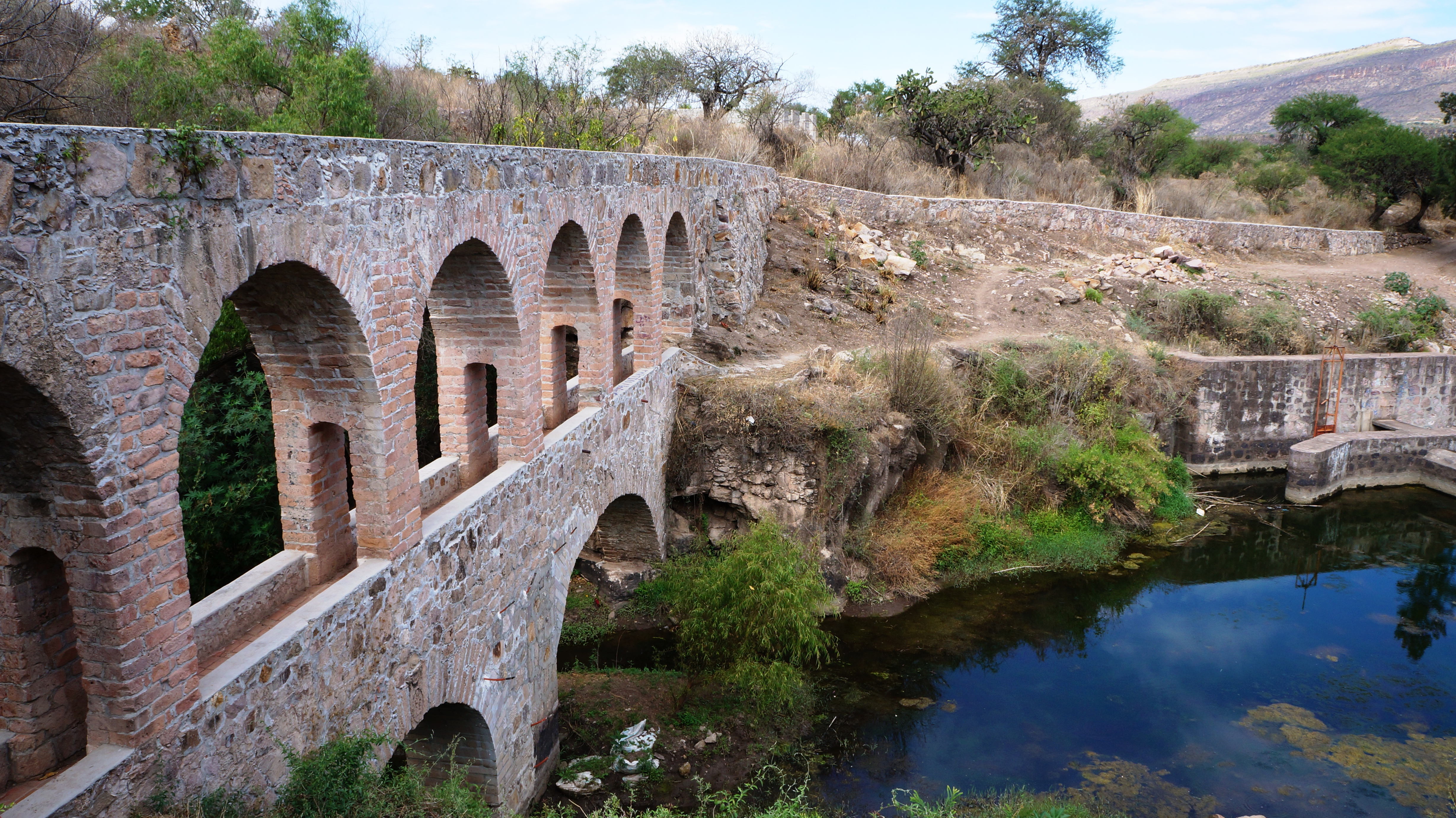
サンタ・マリア・デ・ロス・アンヘレスの水道橋は1787年に建設が開始された。

福音宣教のほとんどは修道士ではなく通常の聖職者によって行われた。グアダラハラ司教区は1546年に教皇パウロ2世によって設立された。
チチメカ戦争は1550年に開戦された。1554年、チチメカ族はオフエロス峠で 60 台の荷馬車からなるスペインのキャラバンを攻撃し、30,000 ペソの衣類、銀、その他の貴重品を奪い去った。世紀の終わりに、スペイン人はほとんどの国々と和平交渉を行うことができなくなった。その後、1584年にグアイナモタで、1593年にアカポネタで、1617年にコギシトが率いる蜂起、1704年にノスティックで蜂起が起きた。
ハリスコ州は1607年にミチョアカン州から分離され、サンティアゴという名前に変更された。

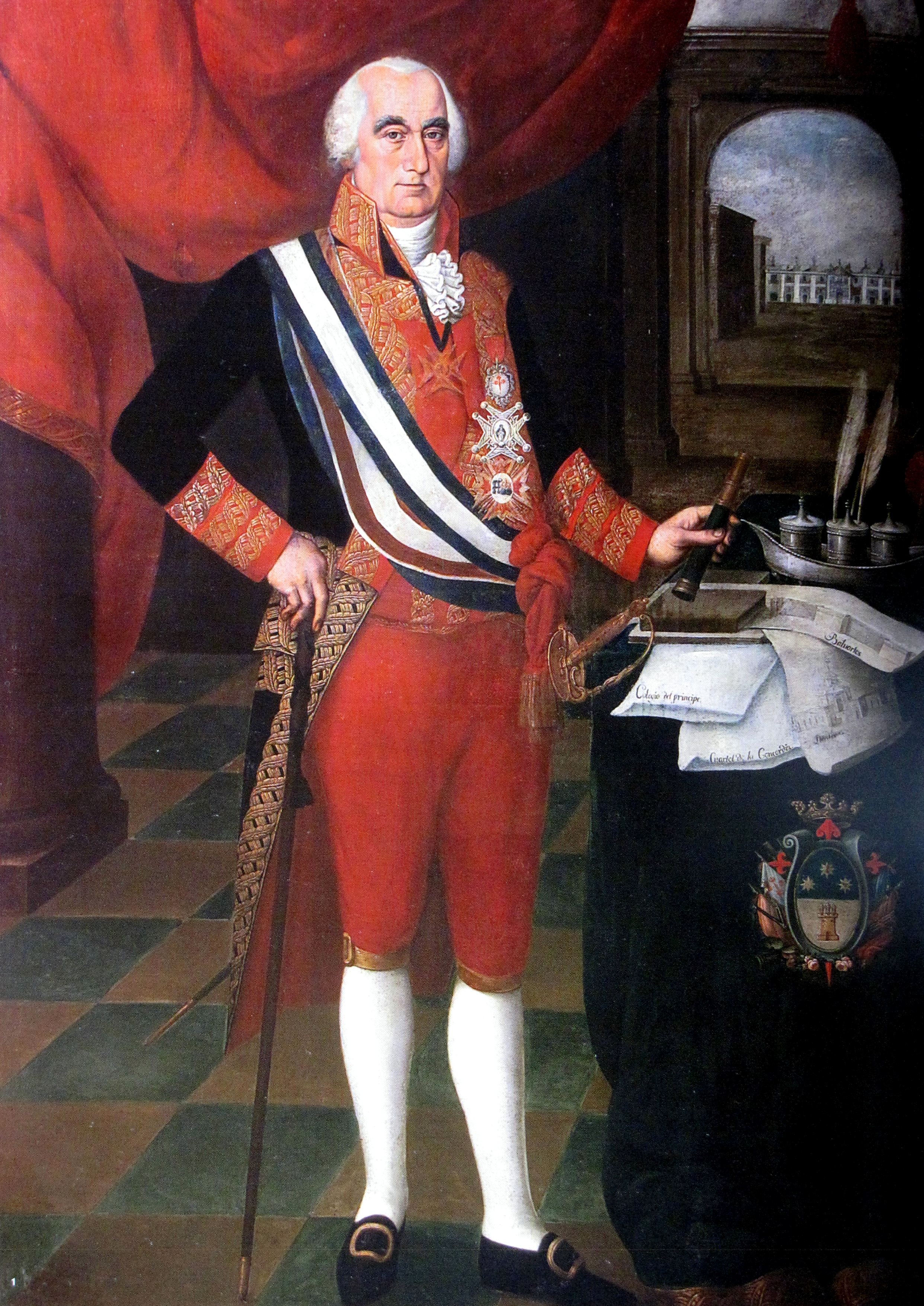
コンコルディア侯爵は、スペイン統治下でグアダラハラの最後の統治者の一人として統治した人物である

植民地時代最後の大規模な反乱は、マリアーノという先住民によって率いられた1801年に発生した。最後のチチメカ反乱軍は最終的に 1591年に敗北した。しかし、これらの反乱は、政治的および経済的権力の強化と、コーラス族や先住民族などの先住民族と交渉された平和条約によって、徐々に影が薄れていった。オトミ族のようなグループが定住するために連れてこられた。
こうした紛争にもかかわらず、17世紀と18世紀にはこの地域に発展と経済的繁栄がもたらされた。植民地時代、グアダラハラは農業と牛の生産地域の中心地として発展した。グアダラハラの人口は、1713年には約6,000人だったが、18世紀半ばには20,000人、19世紀初頭には 35,000人にまで増加した。
この地域の陶器の伝統は植民地時代の初期に始まり、地元の伝統にヨーロッパの伝統が重ね合わされた。原料が豊富にあったトナラは陶器生産の中心地だった。グアダラハラの伝統は、ヌエバ スペインの他の地域やヨーロッパに製品が輸出されるほど有名となった。この地域は戦略的な位置にあったため輸入品が植民地の他の地域に集まっていたため、ヌエバ・スペインの商業にとっても重要であった。
1786年にヌエバ・スペインは12の「インテンデンシア」と3つの州に再編された。グアダラハラのインテンデンシアには、現在のハリスコ州、アグアスカリエンテス州、ナヤリット州、コリマ州が含まれていた。アグアスカリエンテスは 1789年にハリスコ州から分離された。グアダラハラ大学は1792年に設立された。

### 独立

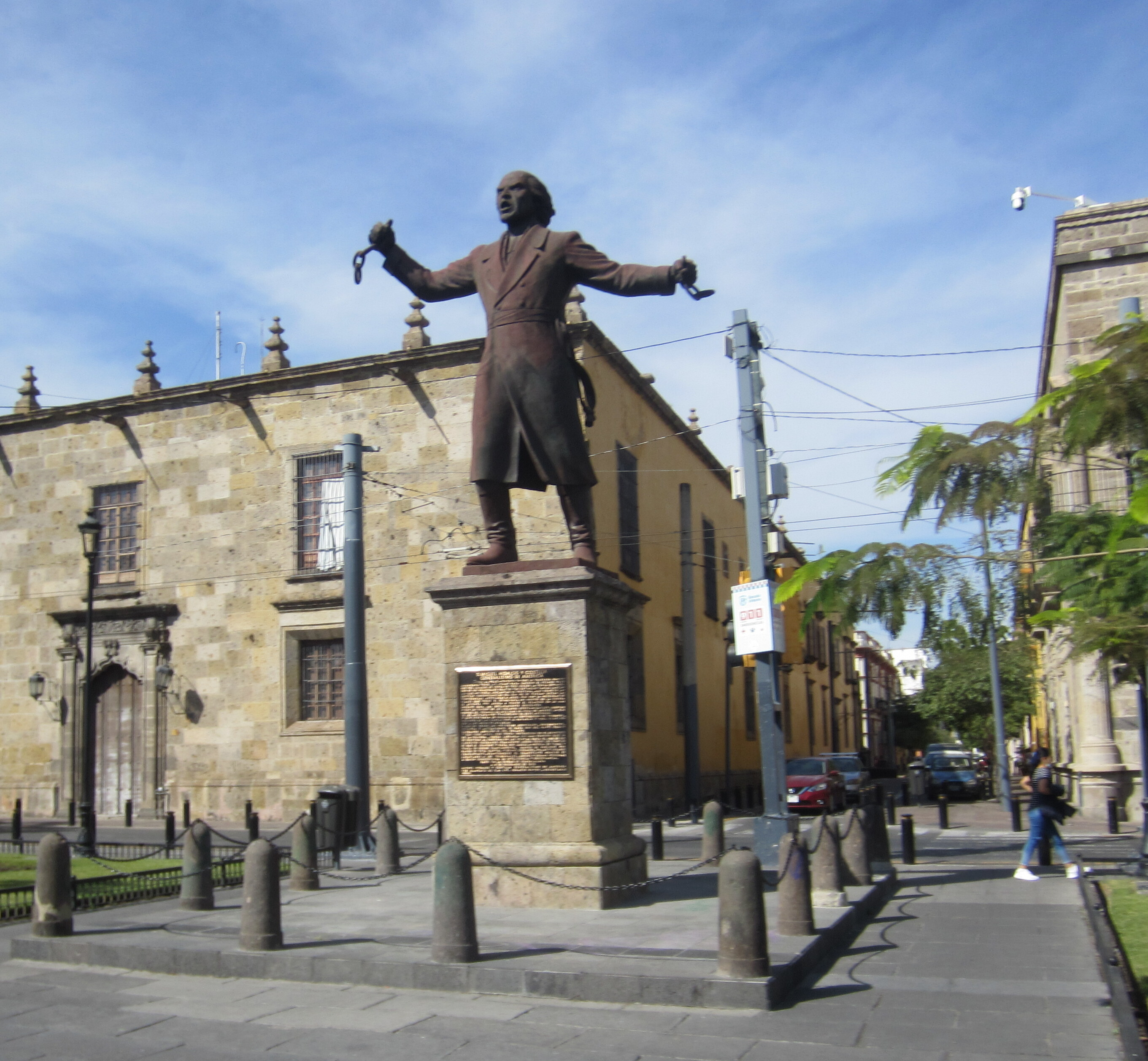
グアダラハラのリベラシオン広場にあるミゲル・イダルゴとグリト・デ・ドロレスの記念碑。

19世紀初頭にコリマ、サカテカスの一部、サン ブラス地方 (ナヤリット) はまだグアダラハラの管轄区域の一部であった。この地域はスペイン植民地当局から比較的自由であり、貿易制限も少なく繁栄した。これは、16世紀以来のスペイン支配に対する根深い先住民の恨みと相まって、19世紀初頭の反乱運動に同情的になるようになった。
スペインの政情不安、南米での反乱のニュース、そしてミゲル・イダルゴのグリト・デ・ドロレスをきっかけに、小さなグループがスペインの支配に対して戦いを始めた。ハリスコ州には2つの主要グループが存在しており、1つはジャロストティトラン、アランダス、アトトニルコ、ラ・バルカなどの地域でナバロ、ポルチュアル、トリビオ・ウィロボが率い、もう1つはサワヨ、ティサパン・エル・アルト、アトイヤツ、サコアルコでホセ・アントニオ・トーレスが率いていた。1812年にメズカラ島を反乱軍の要塞とするチャパラ湖沿いで別の反乱が起きた。先住民族と王党派勢力との間の小競り合いは1816年まで続き、物資が不足したため反乱軍は恩赦を受け入れた。反政府勢力への同情は、安全を求めてグアダラハラ市に移住してきた多くのスペイン人家族のもとで生まれたスペイン人よりも、メキシコ生まれのクリオージョにとって経済的優位性をもたらした。

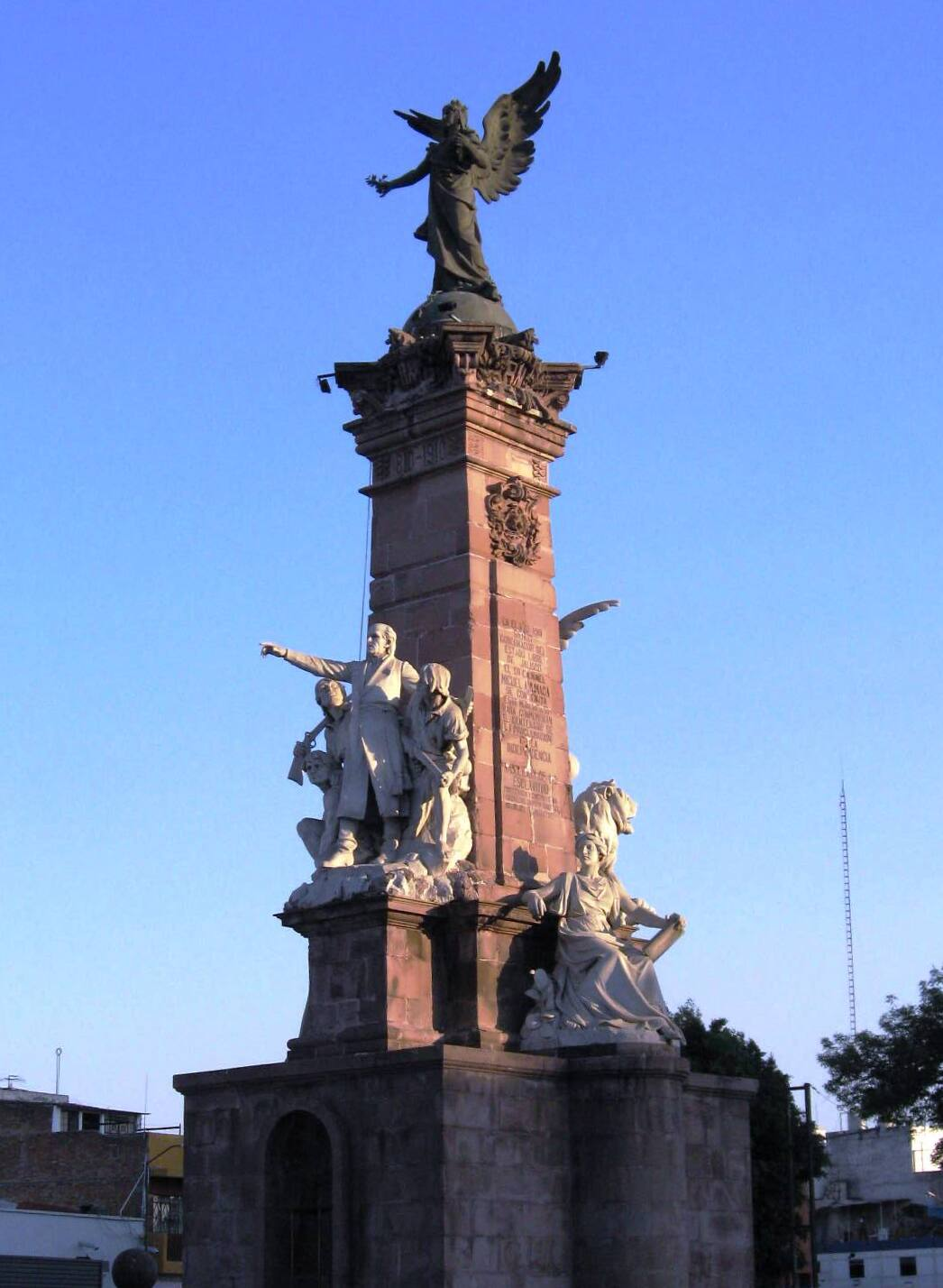
グアダラハラにあるメキシコ独立記念碑。

ミゲル・イダルゴの軍隊はメキシコ独立革命中にハリスコ州に入った。1810年にグアダラハラのホセ・アントニオ・トーレスは地元の王党派軍を破り、イダルゴとその軍隊を市内に招き入れた。 イダルゴはメヒコ州から西へ向かっており、スペイン王に忠実なフェリックス・マリア・カレハとその軍隊に追われた。イダルゴは 1810年11月に市内に入った。イダルゴの軍隊は多くのスペイン人を逮捕し、イダルゴは奴隷制度を廃止する法令を発令した。イダルゴは市内で軍隊の兵士を募集することができ、カジェハが1811年1月に到着するまでに兵力は8万人に達した。反乱軍は市郊外のプエンテ・デ・カルデロンと呼ばれる場所に陣取った。王党派軍がこの戦いに勝利し、戦争の初期段階は終了し、イダルゴは北への逃亡を余儀なくされた。イダルゴは捕らえられ、その年の後半に処刑された。
イダルゴの終焉は反乱軍の願望を終わらせるものではなかった。新聞『デスペルタドール・アメリカーノ』は反乱軍の理念に共感し、1811年にグアダラハラで創刊された。しかし、この州では戦争の他の主要な戦闘が行われることはなかった。
独立はアグスティン・デ・イトゥルビデの三保証軍によって勝ち取られ、これによりイトゥルビデ・メキシコの初代皇帝が誕生し、ハリスコ州はメキシコシティに直接応答する多数の「県」の一つとなった。この法律はヌエバ・ガリシアの相対的独立の伝統を打ち破り、連邦主義への支持を引き起こした。

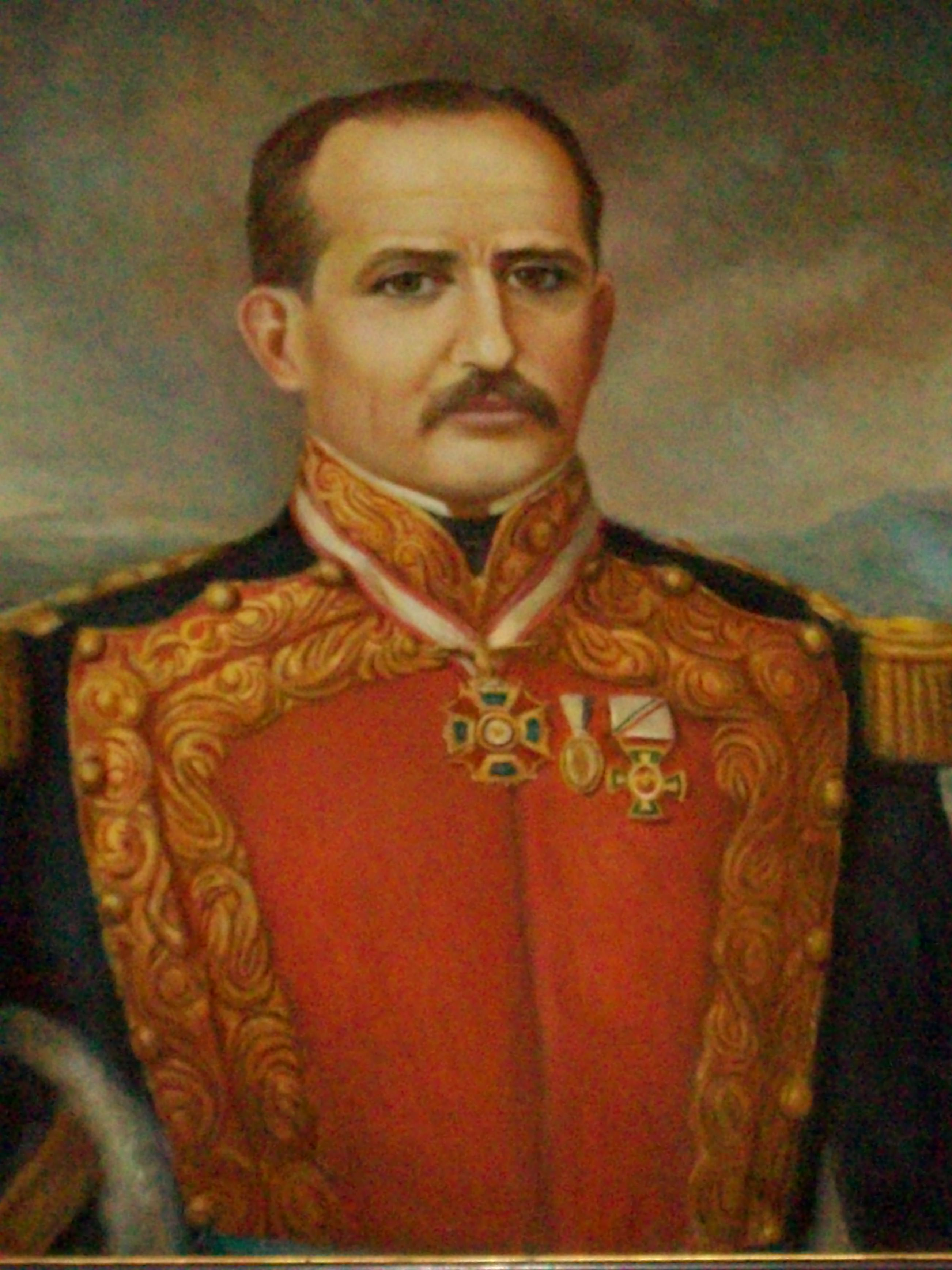
プリシリアノ・サンチェス、メキシコ独立統治下の初代ハリスコ州知事

1821年にグアダラハラで「アナワクアメリカ合衆国共和国」の提案が回覧され、メキシコで最良の政治的結合を可能にする州の連合を求めた。これらの原則の多くは、イトゥルビデが王位を奪われた後に制定された1824年憲法に記載された。この憲法のもとでは、コリマ、アグアスカリエンテス、ナヤリットは依然としてハリスコ州の一部であった。初代知事はプリシリアノ・サンチェスであった。新しい州はオートラン、コロトラン、エツァトラン、グアダラハラ、ラ・バルカ、ラゴス、サユラ、テピクの8つの州に分割された。
独立と新憲法はハリスコ州やその他の国の政治的安定をもたらさなかった。1825年から1885年までの60年間に、ハリスコ州では27回の農民（主に先住民族)の反乱が発生した。これらの反乱のうち17回は1855年から1864年の10年間に発生し、1857年には10回の個別の反乱が発生した。1852年にコマンチ族の襲撃の中でおそらく最も広範囲にわたる襲撃で、彼らはハリスコ州に到着した。自由党（連邦主義を支持）と保守党がメキシコの永続的支配を求めて争う中、ハリスコ州の他の州と同様、ハリスコ州も州と県の間で揺れ動いた。農民の反乱やその他の政治行為は自由党を支持し、メキシコシティからの中央集権的な統治に反対した。ハリスコ州とその他の西部の州は、1834年にアントニオ・ロペス・デ・サンタ・アナの統治に反対して連合を結成しようとしたが、グアダラハラの指導者らはサンタ・アナ支持者らによる暴力の脅迫を受けて辞任を余儀なくされ、州の歩調を保った。米墨戦争中、ハリスコ州はメヒコ州、ケレタロ州、サン・ルイス・ポトシ州、サカテカス州、アグアスカリエンテス州の各州とともに防衛策を計画した。しかし、アメリカ海軍はサンブラス港にまで接近したが、戦争が終わるまで州が侵攻されることはなかった。

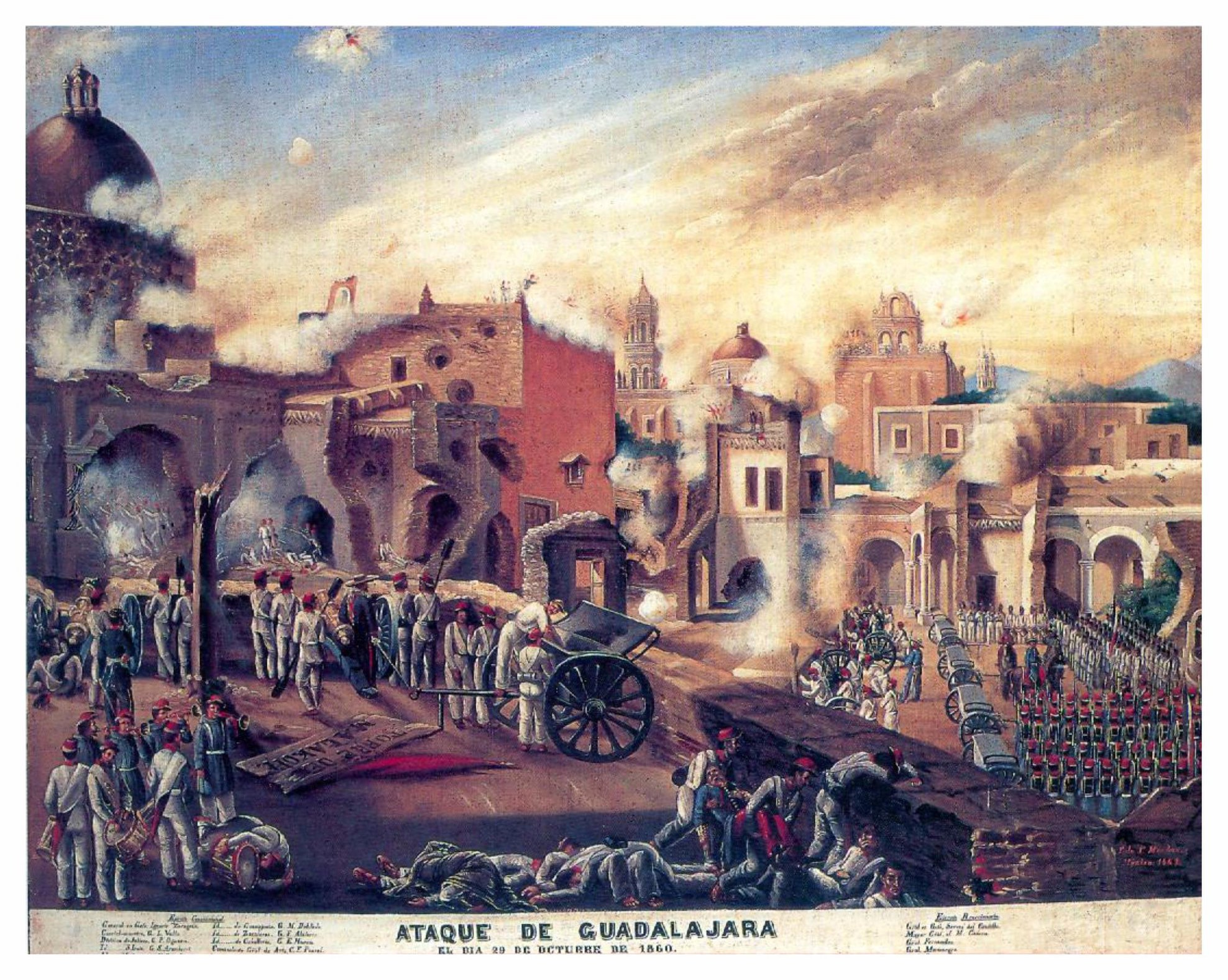
改革戦争中の1860年のグアダラハラ包囲戦。

 自由党と保守党の間の全国的な闘争は1850年代と1860年代に続き、ハリスコ州政府は1855年から1864年の間に18回も政権交代が起きた。連邦主義への支持はあったものの、ほとんどの自由党は州内で強い支持を得ていた教会に対して政治的に同調していた。改革戦争中にベニート・フアレスの中央政府はメキシコシティから追い出され、1858年にグアダラハラに到着した。それにもかかわらず、権力を握った保守党はハリスコ州をメキシコシティの直接統治下の県とした。ハリスコ州は1861年までほとんどが保守党の手に渡った。戦争は州経済に壊滅的な打撃を与え、大量の移住を強いた。改革戦争の最も重要な30の戦闘のうち、12はハリスコ州の領土で行われた。

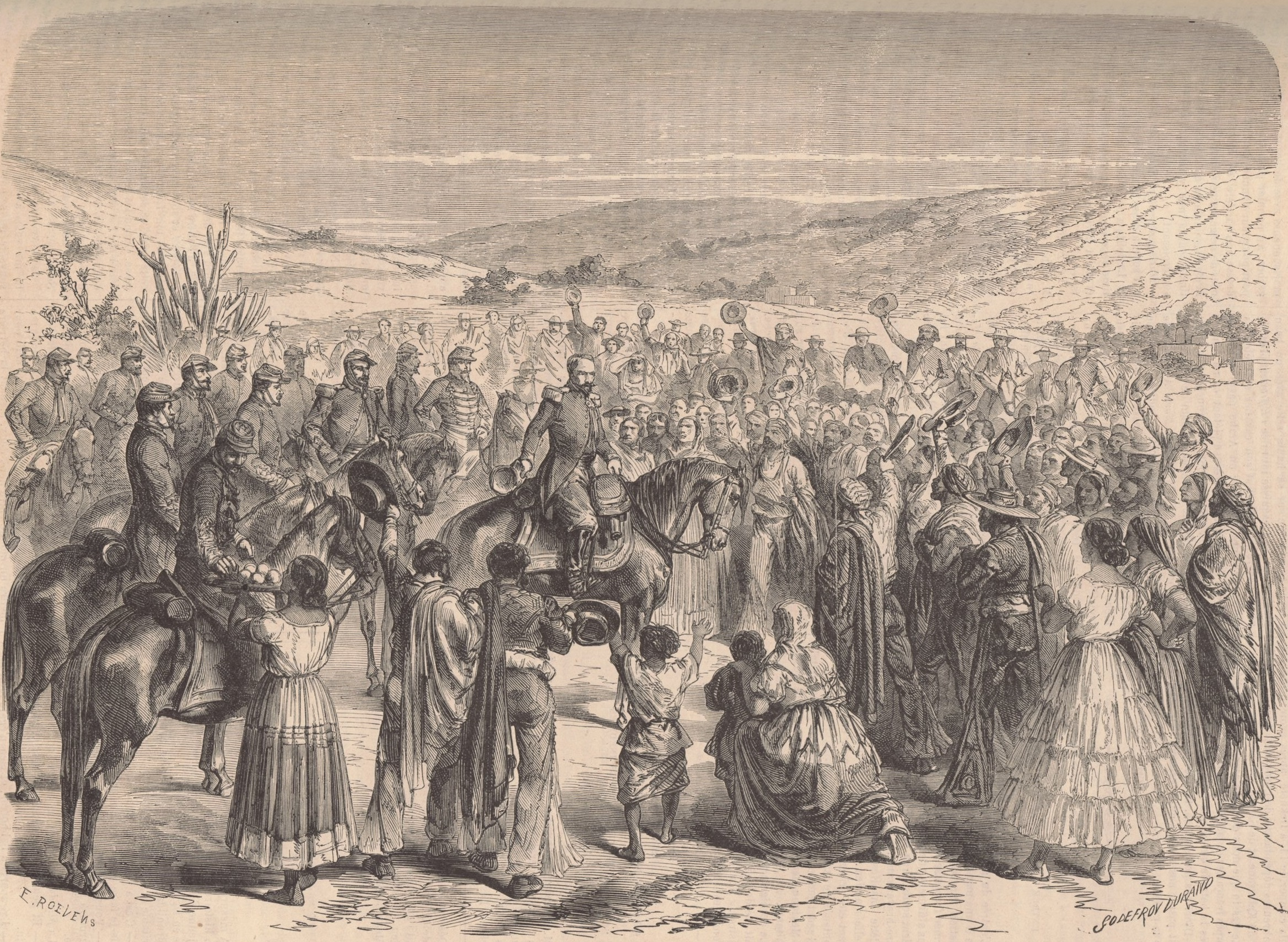
第二次仏墨戦争中の1864年、グアダラハラの人々に歓迎されるバゼーヌ将軍

フランスのメキシコ介入中、メキシコ帝国第2代皇帝マクシミリアン1世を支援するフランス軍が1865年にハリスコ州に入った。皇帝は州民からほとんど支持されず、翌年にフランス軍はラ・ド・ラ・デ・ラで敗北した。メキシコの将軍エウロージオ・パラによるアカトランのコロニラ・ハシエンダ。これにより、自由党軍がグアダラハラを奪還し、フランス軍を州から追い出すことが可能となった。フランス占領の永続的な結果の 1 つは、サンブラス地域が個別に管理される軍管区に分離され、最終的にはナヤリット州となることである。
1870年代には、人口の70 パーセント以上が農村部に住んでいた。1878年までに、ハリスコ州は115,000平方キロメートル（44,400平方マイル）以上に広がり、12の州、30の県、118の地方自治体があり、国の人口の10パーセントを占めた。
世紀末はメキシコ大統領ポルフィリオ・ディアスの政策によって支配されることになる。伝統的に州の経済的支柱であった家畜は、この時期に減少し始めた。同州の農業生産高も、同時期に国内の他の地域と比べてわずかに減少した。しかし、グアダラハラはメキシコで最も裕福な都市の一つであった。

## 地理

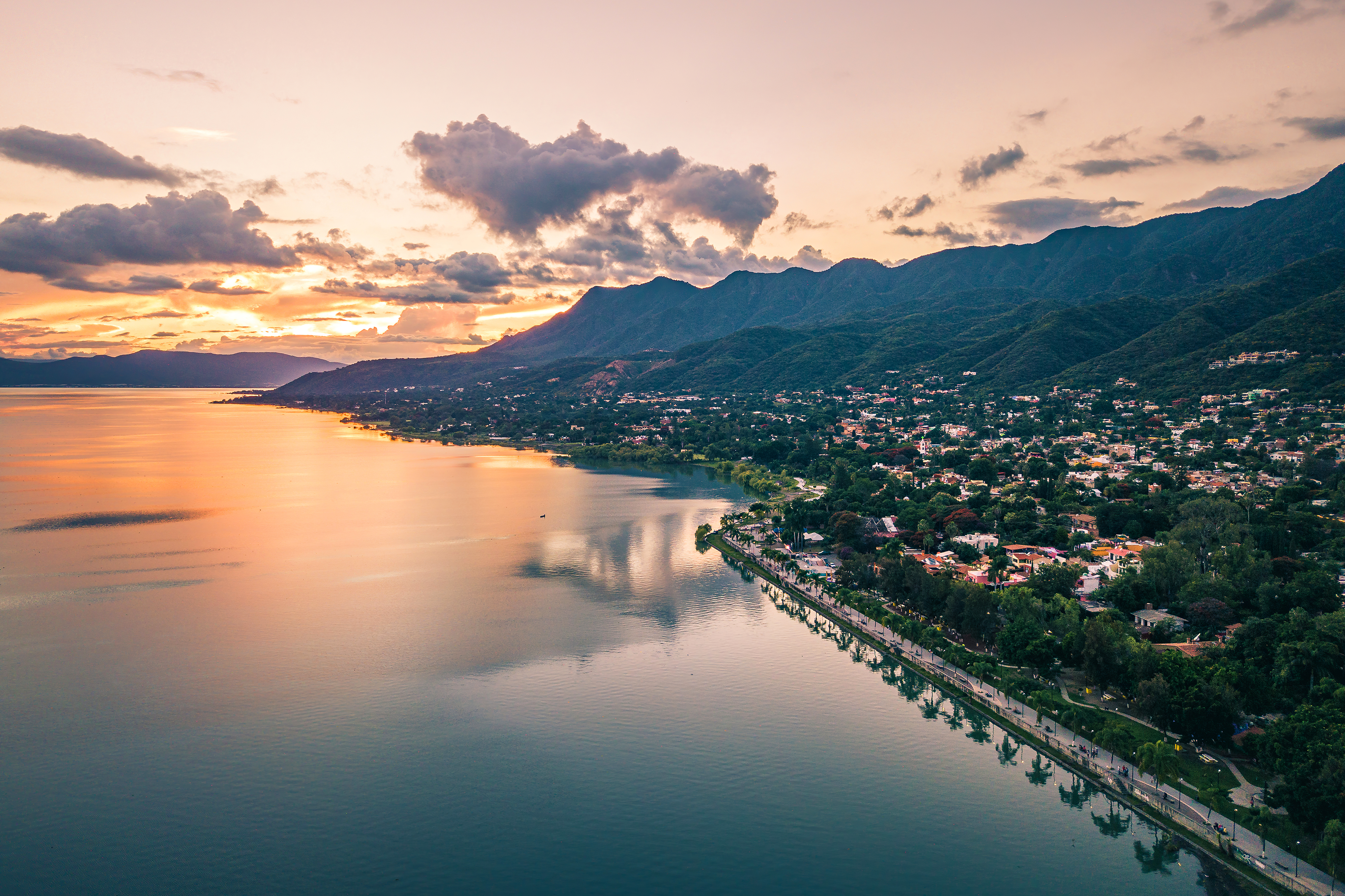
チャパラ湖はメキシコ最大の淡水湖である

総面積 78,599 平方キロメートル (30,347 平方マイル) のハリスコ州はメキシコで7番目に大きい州で、国土の4.1%を占めている。この州は国の中央西海岸にあり、ナヤリット州、サカテカス州、アグアスカリエンテス州、グアナファト州、コリマ州、ミチョアカン州と隣接しており、太平洋に面した海岸線は342キロメートル（213マイル）ある。
ハリスコ州は、森林、ビーチ、平野、湖などの多様な地形で構成されている。州内の標高は、海岸からネバド・デ・コリマ川の頂上まで、海抜 0 ～ 4,300 メートル (0 ～ 14,110 フィート) の範囲にある。ハリスコ州地域にはメキシコの 5 つの自然生態系がすべて含まれており、乾燥および半乾燥の低木地帯、熱帯常緑樹林、熱帯落葉樹林および棘林、草原およびメスキート草原、そしてオーク、マツ、モミが生い茂る温帯森林から構成されている。メキシコで見られる鳥類の52％以上が州内に生息しており、メキシコの哺乳類の40％にあたる525種と173種、爬虫類の18％、縞模様の植物も 7,500 種生息している。この地域の生物多様性の理由の 1 つは、この地域が温帯北部と熱帯南部の間の移行地域に位置していることが挙げられる。また、南シエラマドレデルの北端に位置し、メキシコ横断火山帯上にあり、熱帯雨林の状態から半乾燥地域、針葉樹林に適した地域に至るまで、幅広い生態学的条件が揃っている。

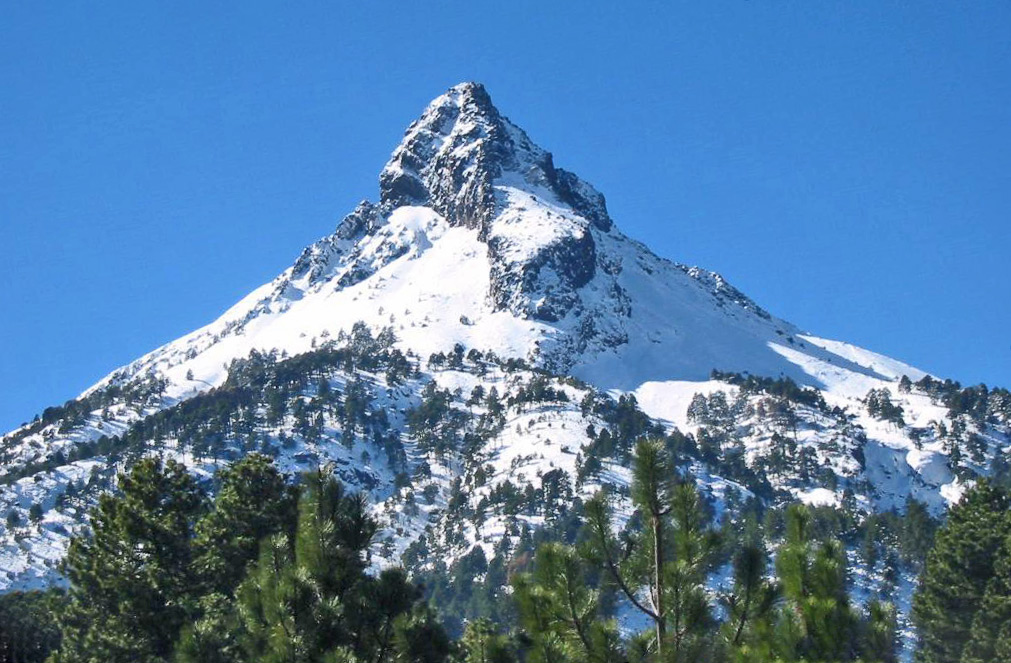
ネバド・デ・コリマ、メキシコ横断火山帯

その5つの自然地域は、北西部平原とシエラ山脈、シエラ マドレ西山脈、中央高原、州の大部分を占めるメキシコ横断火山帯、およびシエラ・マドレ・デル・スルである。MASL の平均高度は1,550メートル (5,090フィート)だが、その範囲は0～4,300メートル (0～14,110フィート) である。領土の大部分は標高600 ～ 2,050m (1,970 ～ 6,730フィート) の半平坦地で、続いて標高900 ～ 4,300m (2,950 ～ 14,110フィート) の起伏の多い地形と、標高 0 ～ 1,750m (2,950 ～ 1,750フィート) の平坦な土地のごく一部が続いている。主な山には、ネバド・デ・コリマ、コリマ火山、シエラ・エル・マドロニョ、テキーラ火山、シエラ・タパルパ、シエラ・ロス・ウイチョレス、シエラ・サン・イシドロ、シエラ・マナントラン、セロ・エル・ティグレ、セロ・ガルシア、シエラ・ラロ、シエラ・カコマ、セロ・ゴルド、シエラ・ベルデ、シエラ・ロス・グアホロテスなどが挙げられる。

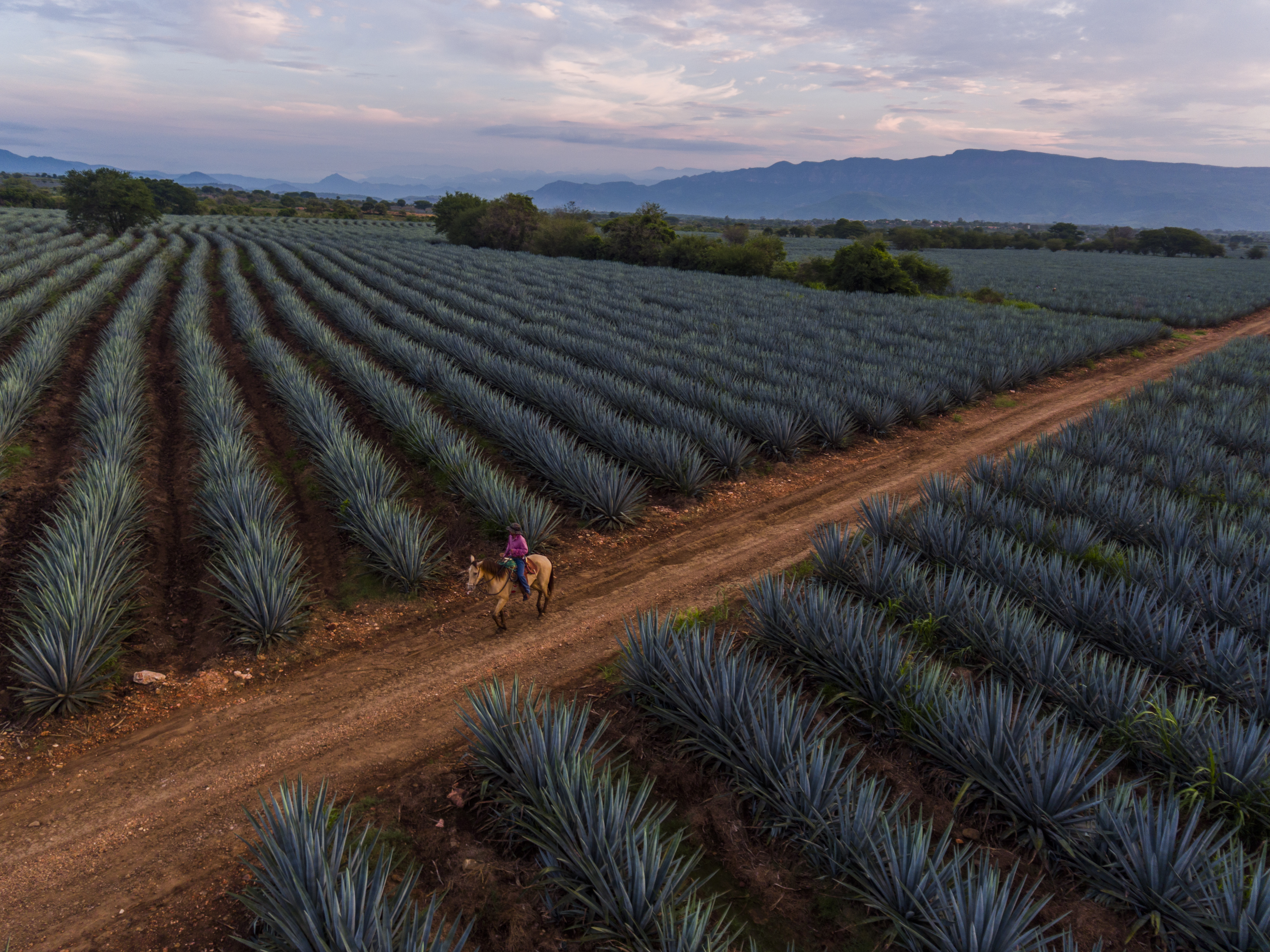
シナロア州の位置

ハリスコ州の川と小川は最終的に太平洋に注ぎ、レルマ/サンティアゴ川とその支流、太平洋に直接注ぐ川、州南部の川の 3 つのグループに分けられている。ハリスコ州 にはいくつかの河川流域があり、最も有名なのは州の北部と北東部を流れるレルマ/サンティアゴ川の流域である。レルマ川はメキシコ州から入り、東側でチャパラ湖に注ぐ。西ではサンティアゴ川から水が流れ出し、ハリスコ州の中心部を横切って太平洋に注ぎ、陸地に深い渓谷を刻んでいる。サンティアゴ川の支流には、ズーラ川、ベルデ川、ジュチピラ川、ボラーニョス川などがある。州内人口の約4分の3がこの川系の近くに住んでいる。

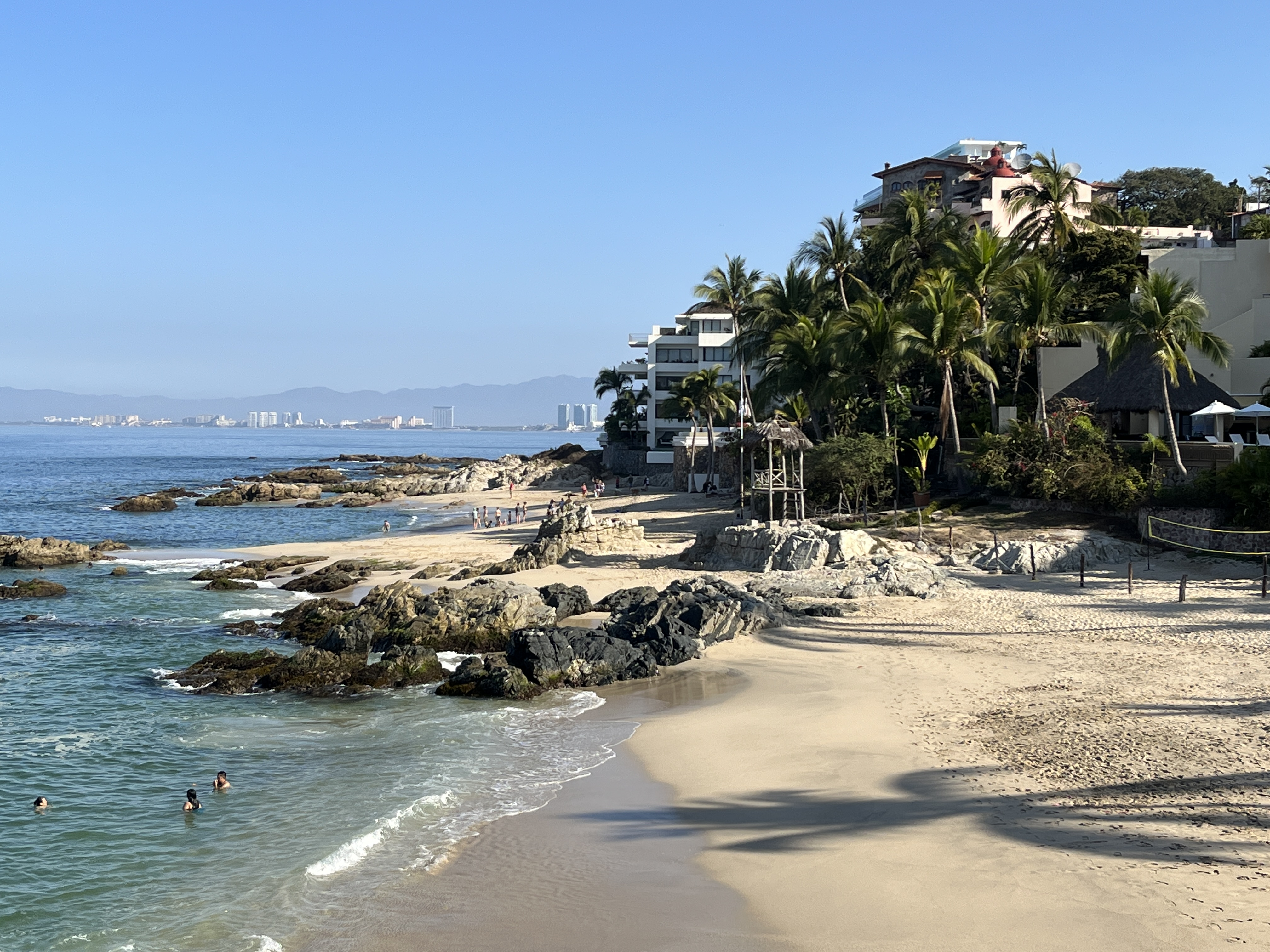
プラヤ・コンチャス・チャイナス

州の南西部には、太平洋に直接注ぐ小さな川が多数ある。これらの中で最も重要なものはアメカ川であり、その 1 つの主要な支流であるマスコタ川がある。この川はナヤリット州との州境を形成し、イパラ湾に注いでいる。[38]トマトラン川、サン・ニコラス川、プリフィカシオン川、マラバスコ・ミナティトラン川、アユキラ川、トゥスカクエスコ川、アルメリア川、トゥスパン川は太平洋にほぼ垂直に流れ、沿岸地域を排水している。このグループのもう 1 つの川はチワトラン川で、ハリスコ州とコリマ州の境界を形成し、バラ デ ナビダ湾に注いでいる。 南東隅はバルサス川流域に属している。これにはアユキラ川とトゥスカクエスコ川が含まれており、これらが合流してアルメリア川とトゥスパン川を形成している。
もう 1 つの主要な表層水はチャパラ湖で、メキシコで最大かつ最も重要な淡水湖であり、メキシコの湖面の約半分を占めている。この湖はレルマ川とサンティアゴ川の両方の流れを調整する役割を果たしている。季節限定の塩湖が多数存在し、つながってサコアルコ・サユラ陸地系を形成している。他にもカヒティトラン、サユラ、サンマルコス、アトトニルコと呼ばれる小さな湖がある。ダムには、カホン デ ペーニャ、サンタ ロサ、ラ ベガ、タコタン、ラス ピエドラスなどがあり、ハリスコ州の地表水はメキシコの地表淡水の15パーセントを占めている。

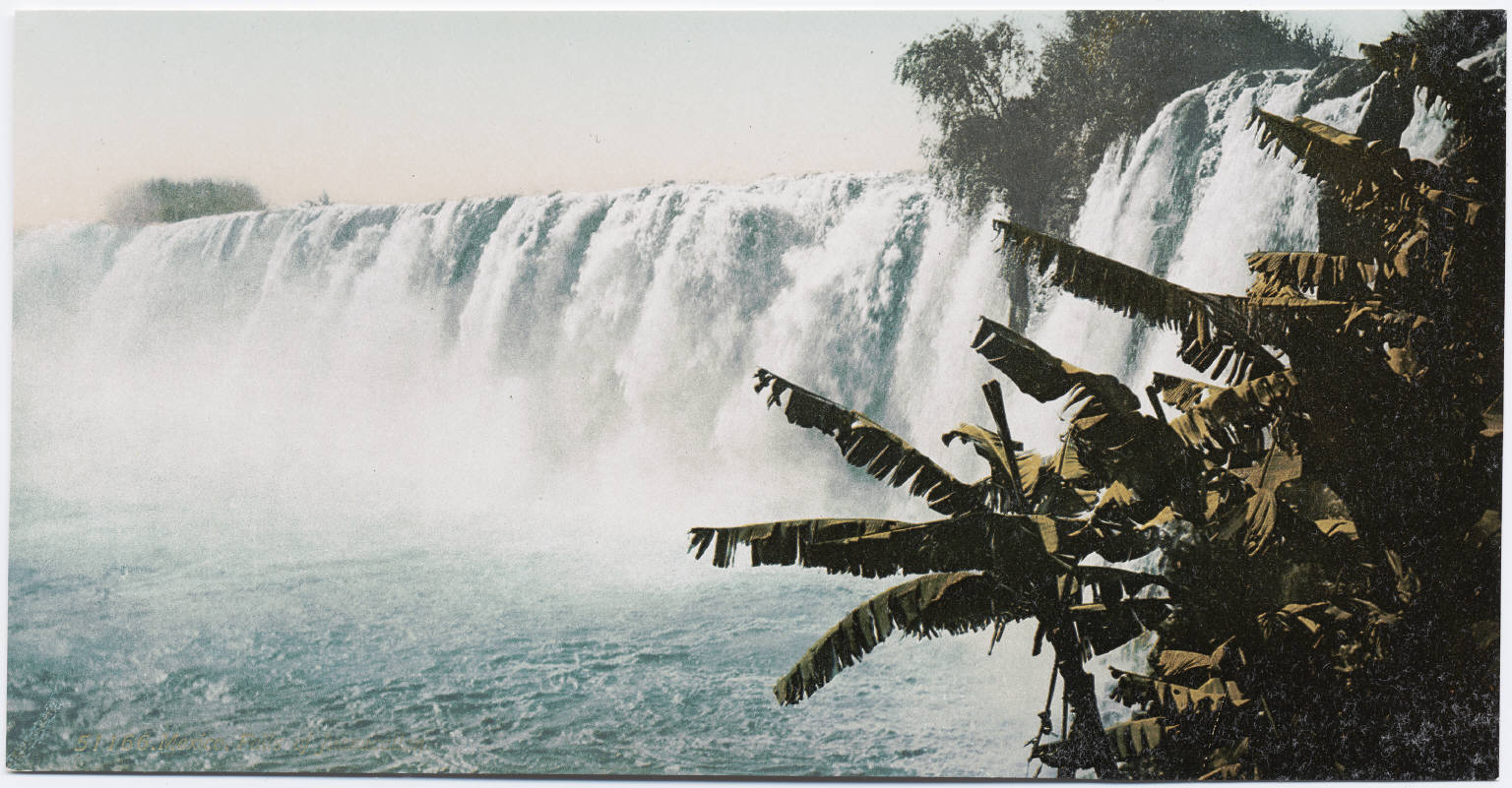
フアナカトラン滝 (リオ・グランデ・デ・ サンティアゴにある滝)

1987年にハリスコ州の4つのビーチ (エル テクアン、クイツマラ、テオパ、プラヨン デ ミスマロヤ) が連邦ウミガメ保護区に指定され、延長は 8 km (5.0 マイル) である。プラヤ マジャウィタスはプエルト・バリャルタの南西 27 km (17 マイル) にあり、険しい海岸線、数多くの入り江や露頭がある。カニョン・サブマリーノ海底渓谷は沖合にある。チャメラ湾にはメキシコで最も多くの小島があり、その多くには数多くの鳥類が生息している。
ハリスコ州には 8 つの地域があり、合計 208,653.8 ヘクタールが保全措置中である。2つには科学研究センターが含まれている。これらの地域は州の4.8%をカバーしており、唯一のシエラ デ マナントラン生物圏保護区は、法的に保護されている全土地の60% (139,500ヘクタール) を占めている。他の保護地域には、チャメラ・クイツマラ生物保護区 (13,143 ヘクタール)、ネバド・デ・コリマ火山国立公園(10,143 ヘクタール)、ボスケ・デ・ラ・プリマベーラ(30,500 ヘクタール)、シエラ・デ・キラ(15,1923 ヘクタール)、ウミガメ保護区(175.8ヘクタール）などがある。

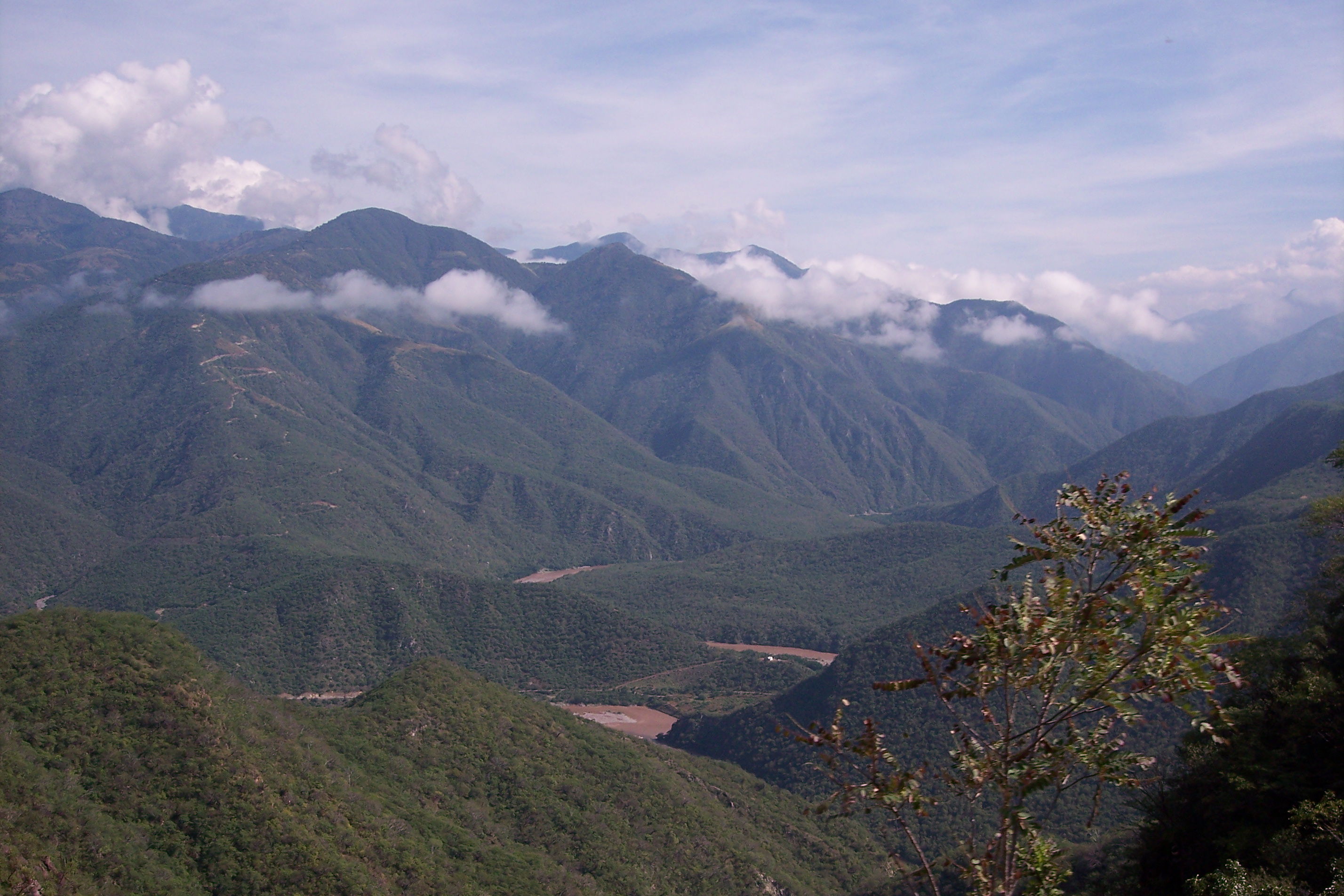
ザシエラ・マドレ・オクシデンタル

州内には13の植物群落が存在する。州の45 ～ 50%は落葉樹林と亜落葉樹林によって特徴付けられている。それらは海岸平野に沿って発生するだけでなく、州中央部の海抜1600メートルから海抜1600メートルまでの峡谷でも発生する。海岸平野沿いの熱帯亜落葉樹林内に点在する一部の地域では、ヤシの木が優勢である。針葉樹林とオーク林は海抜800 メートルから 3,400メートルの間の高地に最も多く見られ、州の地表の約4分の1を占めている。主要な針葉樹とオークの森の1つはプリマベーラの森である。標高の低い場所にある松が優勢な地域は州の西隅にのみ見られる。雲とモミが優勢な森林は、針葉樹とオークの森林地帯内の峡谷と保護された急斜面に限定されている。ハリスコ州の雲霧林には、ボスケ・デメープルズとエル・セロ・デ・マナントランの雲霧林が含まれる。サバンナは、太平洋に向かう斜面の海抜400メートルから800メートルの間で見られる。これらの草原は、熱帯亜落葉樹林とオーク林の間の移行地帯である。いばらの森には、州西部の海岸平野の地域と、熱帯落葉樹林内のメスキートが優勢な地域が含まれている。草原は北東の隅に限定されており、乾燥性低木が点在している。波が穏やかな海沿いにはマングローブが生い茂っている。海岸線の残りの部分は、ビーチと前方砂丘の植生が占めている。

### 気候

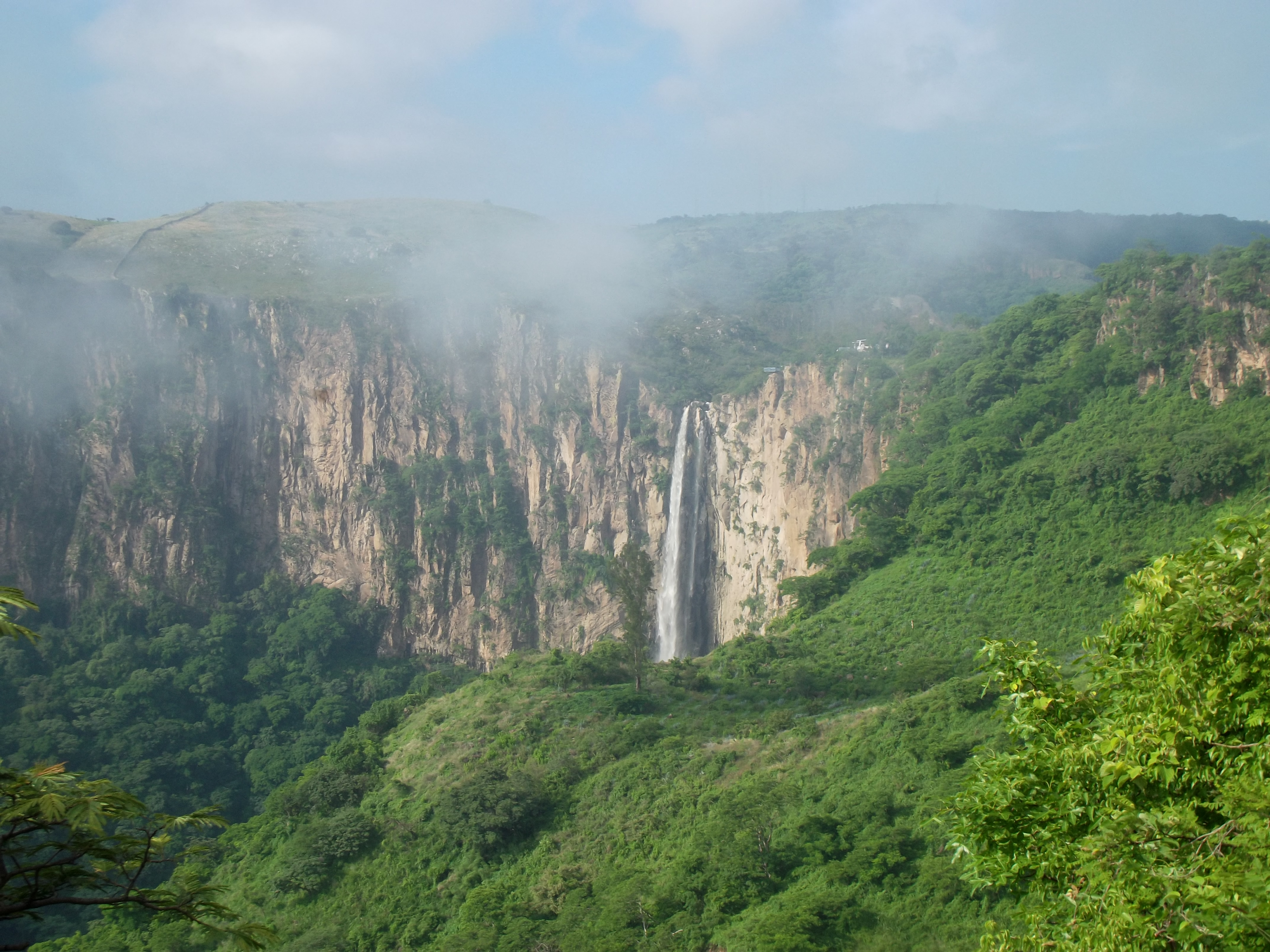
ザバランカ デ・オブラトス・フエンティタン

ハリスコ州の大部分は温暖な気候に属し、夏は熱帯湿潤である。6月から10月までは明確な雨季が存在する。気候は、暑いところから寒いところまで、非常に乾燥したところから半湿潤なところまで、29の異なる地域に分けることができる。州のほとんどの地域では、ほとんどの雨が2月の間に降る。
沿岸地域は降水量が最も多く、気温も最も高く平均気温は22 ～ 26°Cで、年間平均降水量は約 2,000 mmである。北部と北西部では、平均気温が10 ～ 18 °C、平均年間降水量が 300 ～ 1,000 mmの乾燥した気候が優勢となっている。州の中心部には 3 つの異なる気候があるが、いずれもほとんどが温帯で、平均気温は 19 °C、平均降水量は700 ～ 1000 mm。トマトランの北東隅と海岸平野は最も乾燥した地域であり、年間降水量は500 mm未満である。ロスアルトス・デ・ハリスコ州には険しい地形のため、多くの微気候がある。この地域は大部分が乾燥しており、北部を除き平均気温は 18 °C で、北部では 18 ～ 22 °C の間で変動する。高地では平均気温が 18 °C 未満である。

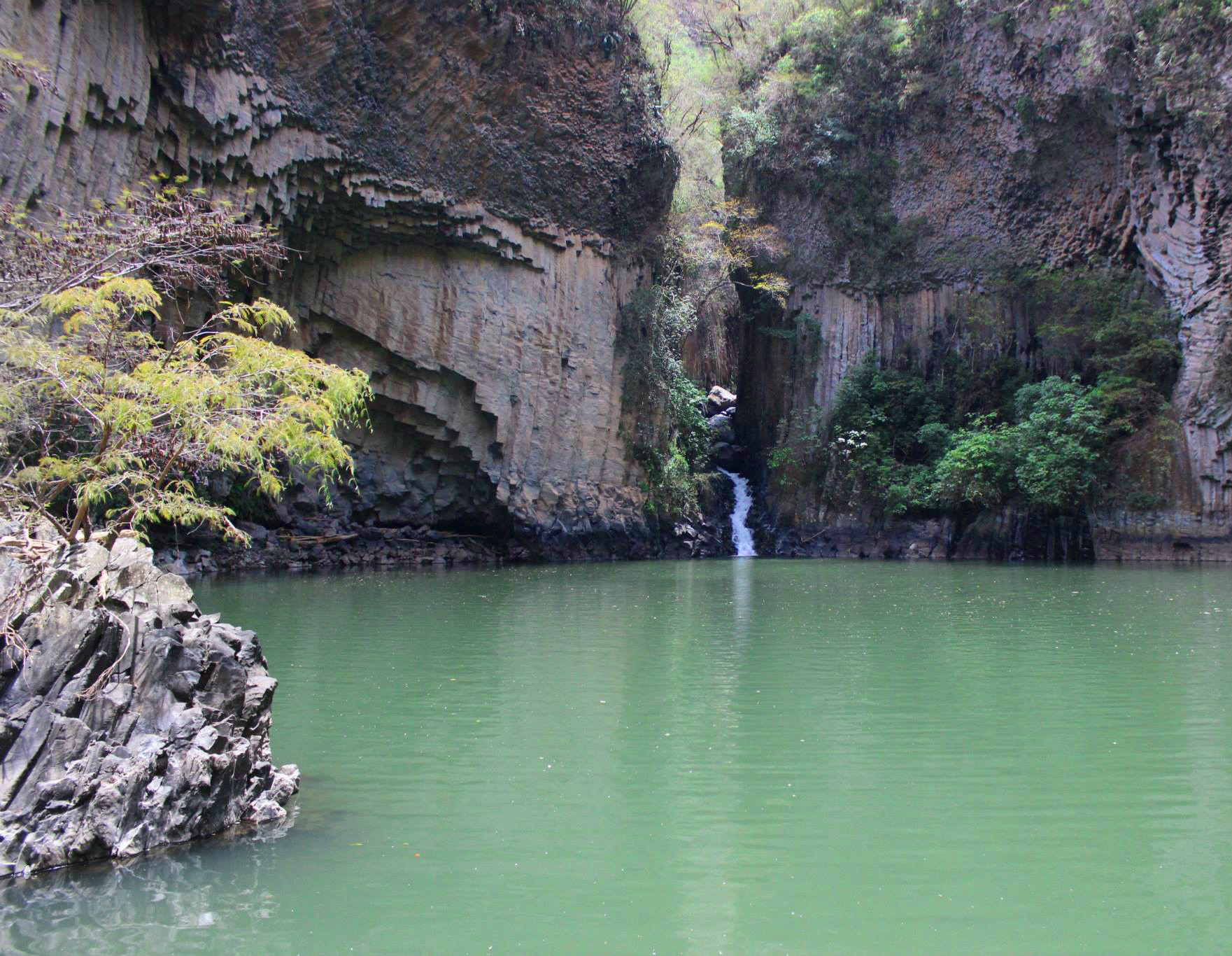
マスコタ川の玄武岩の柱

州のさまざまな地域には、半湿潤な温帯気候の地域があり、平均気温が10 ～ 18 °Cの地域もあれば、18 ～ 22 °Cの地域もある。マナントラン山脈、カカオラ山、テペテテス山、マスコタ山脈の海岸平野に近い高地では、降水量が最も多く、年間降水量は1600 mmに達する。高地では平均気温は 18 °C 未満である。
2015年10月23日にハリスコ州はハリケーン パトリシアの直撃を受けた。これはハリスコ州ククスマラ近郊に上陸したハリケーンとしては、これまでに記録された中で2番目に強いものであった。熱帯暴風雨として始まったものの、異常な環境条件によりパトリシアは 24 時間以内にカテゴリー 5 のハリケーンとなり、風速は 345 km/h (96 m/s、214 マイル) であった。上陸地域を囲む山々は、ハリケーンが最終的に時速 150 マイル (240 km/h) で地面に衝突する前に、ハリケーンを弱める障壁として機能した。安全対策は時間内に実施され、危険な地域にいる国民や観光客に適切な情報を提供するために公式緊急メッセージが発表された。ハリケーン パトリシアは強度を失ったにもかかわらず、深刻な物質的被害、洪水、地滑りを引き起こした。しかし、影響を受けたどの地域でも、嵐に関連した死亡報告はなかった。

## 人口
2020年の時点で、州の人口は8,348,151人で、メヒコ州とメキシコシティに次いで3番目に人口の多い州であり、メキシコ総人口の6.5%を占めている。州人口の半分以上がグアダラハラ都市圏に住んでいる。州内の12,000 以上のコミュニティのうち、8,700 以上のコミュニティの人口は50歳未満である。人口の 87%が都市中心部に住んでいるが、全国では 78%である。
女性一人当たりの子供の数は1970年の6.8人という最高値から半分以下に減少しているにもかかわらず、総人口は1995年の5,991,175人から現在まで増加している。人口増加における重要な要因の1つは、州への移住である。1995年以来、州人口の22%以上が他の場所で生まれている。このうち約4分の3がグアダラハラ都市圏に住んでいる。ハリスコ州に移住する人のほとんどは、ミチョアカン州、メキシコシティ、メヒコ州、シナロア州、またはバハ・カリフォルニア州のいずれかから来ている。
この州は社会経済的要因で第3位にランクされている。2010年の時点で、ハリスコ州内には 1,801,306 戸の住宅があった。94.2%に水道があり、97.4% に下水道があり、99%に電気が通っている。世帯主の25%は女性であり、65.6%は核家族で占められている。22.2%は大家族が占めている。
ハリスコ州からの移民もあり、そのほとんどがアメリカへである。ハリスコ州は、アメリカに向けて出国する人の数でメキシコで7位にランクされている。2000年の時点で、住民 1000人中27人がアメリカに住んでおり、全国平均の1000人あたり16人を上回っている。

### 民族構成

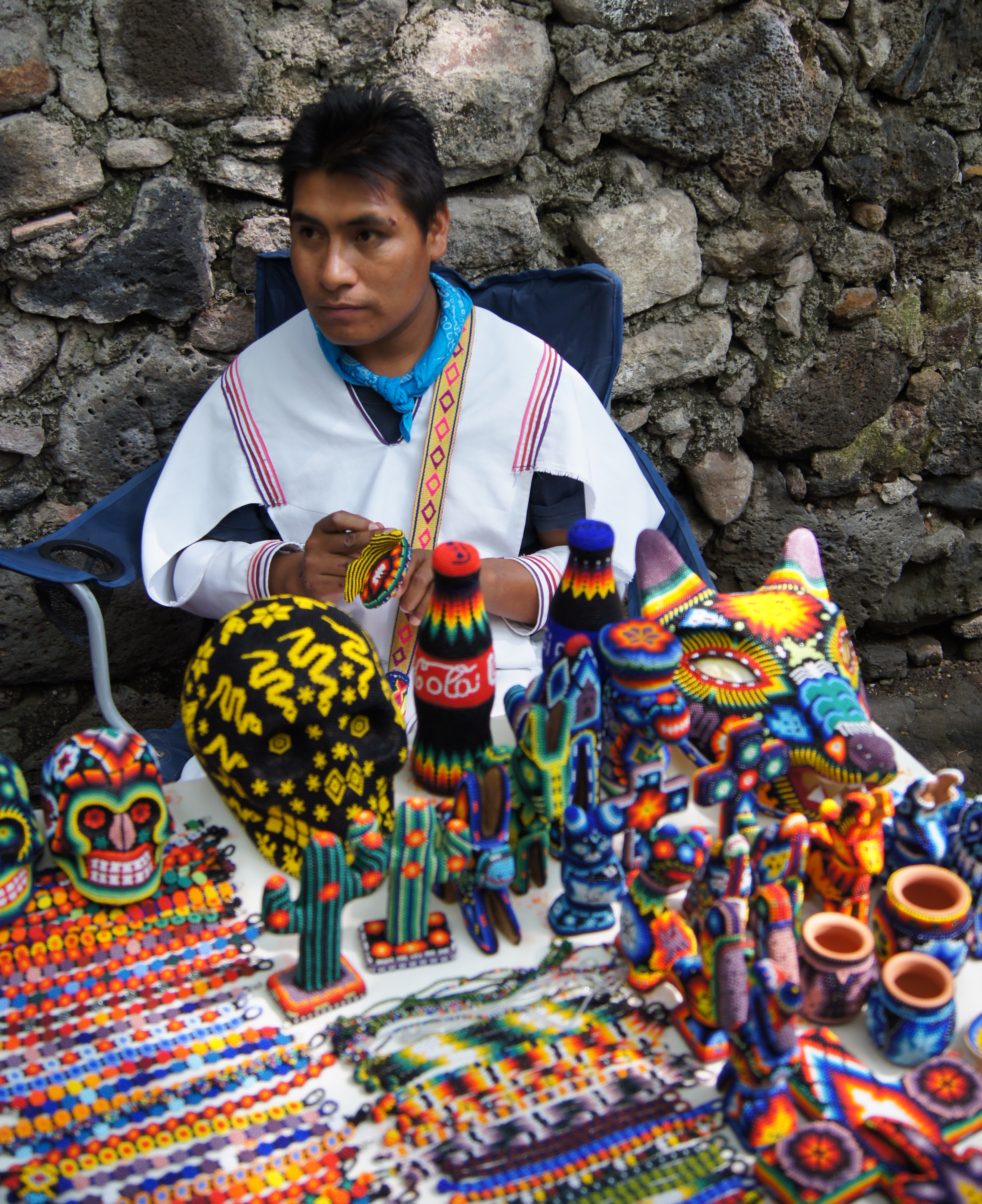
ウイチョル族の伝統的なビーズ細工を販売するウイチョル族の男性

民族グループの公式な数字はないが、2005年の時点でハリスコ州には先住民の言語を話す人たちが42,372人住んでいる。1000人中8人が先住民語を話しており、全国平均の1000人あたり6人を上回っている。2010年現在で最も一般的な先住民語はウイチョル語であり、話者数は18,409人で、次いでナワトル語が11,650人、次にプレペチャ語が続く。3,960とMixtecのバリエーションが2,001である。先住民族の言語を話す5歳以上の人口は合計 51,702人であるが、これは州の総人口の1%未満である。これらの先住民族のうち、14%はスペイン語を話すことができない。一般的に先住民人口が最も多い自治体はメスキーティク、サポパン、グアダラハラである。サポパンとグアダラハラの先住民族のほとんどは、仕事のためにこの地域に移住してきた人々で構成されている。
ウイチョル族は州北部のメスキーティク市とボラーニョス市に集中している。この同じ地域には、この民族の最も重要な儀式の中心地であるサン アンドレス コハミアータ、サンタ カタリーナ クエクスコマティトラン、サン セバスティアン テポナワシュトラン、トゥスパン デ ボラーニョスの4つがある。5番目のグアダルーペ・オクタンはナヤリット州にある。ウイチョル人はアステカ人と同じ民族的伝統を持ち、ウト・アステカ語を話す。彼らは、ヒスパニック以前のシャーマンの伝統を保存していることで最もよく知られてる。ウイチョル族は、狩猟動物が豊富に存在し、祖国の広大な山脈や砂漠を自由に歩き回っていた過去を持つ。これは彼らにとって、トウモロコシの栽培に縛られる前の自由の時代であった(彼らが住む山間部では農業が難しい)。作物の成功を確実にするために、精緻な儀式が制定されている。ウイチョル族の宗教には3つの基本要素がある。トウモロコシ、鹿、ペヨーテサボテンである。ペヨーテは、ウィリクタと呼ばれる地域への毎年の巡礼によって入手され、そこで盛大に収穫される。

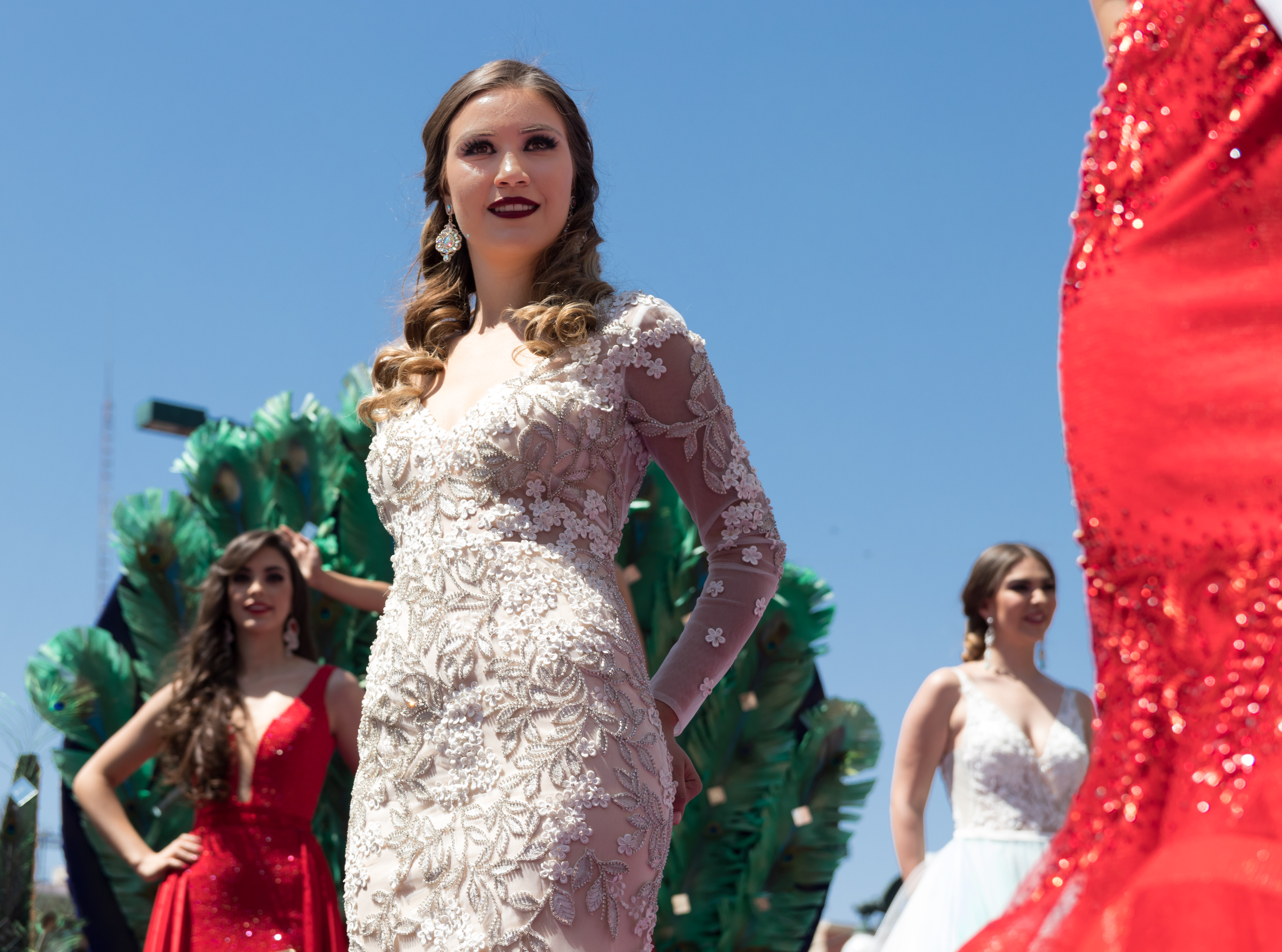
ハリスコ州には、白人メキシコ人の大規模なコミュニティが存在する

州に住んでいるもう 1 つの特徴的なグループは外国人の一時居住者または駐在者で、その圧倒的多数はアメリカとカナダから来ており、チャパラ湖畔の小さな町アジジックとその周辺に集中している。彼らが住む山間部では農業が難しい地域にはアメリカ外で最も多くのアメリカ人が住んでいる。この現象は20世紀初頭に始まった。アメリカナンバーの車は珍しくなく、多くの標識は英語とスペイン語である。公式な数字はないが、この地域の外国人居住者の数は 20,000人と推定されている。このうち半分は米国から、残りのほとんどはカナダから、一部はヨーロッパやアジア諸国からのものである。著名なアーティストのコミュニティもあるが、ほとんどが退職者である。冬には、この地域の外国人の数は5万人に達することもある。外国人に人気のもう一つの地域はラゴス・デ・モレノである。
2020年国勢調査によると、ハリスコ州の人口の1.67%が黒人、アフリカ系メキシコ人、またはアフリカ系であると特定されている。

## 重要な都市および町

ハリスコ州の地域

州全体は125の地方自治体で構成されており、1996年に12の行政区に区分されている。
| #    | 地域                                           | 所在地                | 面積(km2) | 面積(%) | 人口(2010) | 人口(%) |
| ---- | ---------------------------------------------- | --------------------- | --------- | ------- | ---------- | ------- |
| 1    | ノテル地域                                     | Colotlán              | 10,305    | 12.9%   | 78,835     | 1.1%    |
| 2    | アルトス ノルテ地域                            | Lagos de Moreno       | 8,882     | 11.1%   | 383,317    | 5.2%    |
| 3    | アルトス・スル地域                             | Tepatitlán de Morelos | 6,667     | 8.3%    | 384,144    | 5.2%    |
| 4    | シエネガ地域                                   | La Barca              | 4,892     | 6.1%    | 503,297    | 6.8%    |
| 5    | スレステ地域                                   | Tamazula de Gordiano  | 7,124     | 8.9%    | 116,416    | 1.6%    |
| 6    | スール地域                                     | Zapotlán el Grande    | 5,650     | 7.1%    | 332,411    | 4.5%    |
| 7    | シエラ・デ・アムラ 地域 (Sierra de Amula)      | El Grullo             | 4,240     | 5.3%    | 95,680     | 1.3%    |
| 9    | コスタノルテ地域 (Costa Norte)                 | Puerto Vallarta       | 5,985     | 7.5%    | 300,760    | 4.1%    |
| 10   | シエラ オクシデンタル 地域 (Sierra Occidental) | Mascota               | 8,381     | 10.5%   | 61,257     | 0.8%    |
| 11   | ヴァレス地域 (Valles)                          | Ameca                 | 6,004     | 7.5%    | 345,438    | 4.7%    |
| 12   | セントロ地域 (Centro)                          | Guadalajara           | 5,003     | 6.2%    | 4,578,700  | 62.3%   |
| 13   | コスタ・スル 地域 (Costa Sur)                  | Autlán de Navarro     | 7,004     | 8.7%    | 170,427    | 2.3%    |
| 合計 | ハリスコ州                                     | -                     | 80,137    | 100%    | 7,350,682  | 100%    |

## 治安
地元住民や移民が失踪、殺害される事件が続発。ハリスコ州で2018年から2023年までに見つかった遺体は1500体を超える。

## 隣接州
- ナヤリット州
- サカテカス州
- アグアスカリエンテス州
- グアナフアト州
- ミチョアカン州
- コリマ州